# Front de l'Orient Mitjà (Primera Guerra Mundial)
El teatre d'operacions de l'Orient Mitjà de la Primera Guerra Mundial va veure acció entre el 29 d'octubre de 1914 i el 30 d'octubre de 1918, durant la Primera Guerra Mundial.
Els combatents eren, d'una banda, l'Imperi Otomà (incloent-hi kurds i algunes tribus àrabs), amb certa ajuda de les altres Potències Centrals; i de l'altra, els britànics (amb l'ajuda de jueus, grecs, assiris i la majoria dels àrabs, juntament amb els indis sota el seu imperi), els russos (amb l'ajuda dels armenis) i els francesos d'entre les potències aliades.
Hi va haver cinc campanyes principals: la campanya del Sinaí i Palestina, la campanya de Mesopotàmia, la campanya del Caucas, la campanya de Pèrsia i la campanya de Gallipoli. També hi va haver diverses campanyes menors: Campanya Àrab i Campanya d'Aràbia del Sud. Aquest teatre d'operacions va cobrir el territori més gran de tots els teatres de la Primera Guerra Mundial.
Ambdós bàndols van utilitzar forces asimètriques locals a la regió. Al bàndol Aliat hi havia àrabs que van participar en la revolta àrab i la milícia armènia que va participar en la Resistència armènia durant el genocidi armeni; juntament amb les unitats de voluntaris armenis, la milícia armènia va formar el Cos armeni de la Primera República d'Armènia el 1918. A més, els assiris es van unir als Aliats després del genocidi assiri, instigant la guerra d'independència assíria.
La participació russa al teatre d'operacions va acabar com a conseqüència de l'armistici d'Erzincan (5 de desembre de 1917), després del qual el govern revolucionari rus es va retirar de la guerra segons els termes del Tractat de Brest-Litovsk (3 de març de 1918). Els armenis van assistir a la Conferència de Pau de Trebisonda (14 de març de 1918) que va resultar en el Tractat de Batum el 4 de juny de 1918.
Els otomans van acceptar l'armistici de Mudros amb els Aliats el 30 d'octubre de 1918. Van signar el Tractat de Sèvres el 10 d'agost de 1920 i més tard el Tractat de Lausana el 24 de juliol de 1923

## Objectius

### Imperi Otomà i les Potències Centrals
L'Imperi Otomà es va unir a les Potències Centrals a través d'una aliança secreta otomà-alemanya, que es va signar el 2 d'agost de 1914. L'objectiu principal de l'Imperi Otomà al Caucas era la recuperació dels seus territoris que s'havien perdut durant la guerra russo-turca (1877-1878), en particular Artvin, Ardahan, Kars i el port de Batum. L'èxit en aquesta regió obligaria els russos a desviar les tropes dels fronts polonès i de Galítsia.
Els assessors alemanys van donar suport als exèrcits otomans en aquesta campanya per aquest motiu. Des d'una perspectiva econòmica, l'objectiu estratègic otomà, o més aviat alemany, era tallar l'accés rus als recursos d'hidrocarburs al voltant de la mar Càspia.
Alemanya va establir una Oficina d'Intel·ligència per a l'Orient (Nachrichtenstelle für den Orient) la vigília de la Primera Guerra Mundial. L'oficina va participar en la recollida d'intel·ligència i missions subversives a Pèrsia, Egipte, i a l'Afganistan, per desmantellar l'Entente anglo-rus. El ministre de la Guerra otomà Enver Paixà va afirmar que si els russos poguessin ser vençuts a les ciutats clau de Pèrsia, podria obrir el camí cap a l'Azerbaidjan, així com la resta de l'Orient Mitjà i el Caucas.
Si aquestes nacions havien de ser allunyades de la influència occidental, Enver va imaginar una cooperació entre aquests estats turcs recentment establerts. El projecte d'Enver va entrar en conflicte amb els interessos europeus que es van desenvolupar com a lluites entre diverses potències imperials clau. Els otomans també van amenaçar les comunicacions de Gran Bretanya amb l'Índia i l'Est a través del Canal de Suez. Els alemanys esperaven apoderar-se del canal per a les Potències Centrals, o almenys negar als Aliats l'ús de la ruta marítima vital.

### Aliats

#### Britànics
Els britànics temien que els otomans poguessin atacar i capturar els camps petroliers de l'Orient Mitjà (i més tard de la Càspia). La Marina Reial Britànica depenia del petroli dels jaciments de petroli del sud de Pèrsia, als quals la Companyia Anglopersa de Petroli controlada pels britànics tenia accés exclusiu.
L'historiador d'Oxford (i diputat conservador) J. A. R. Marriott resumeix els debats britànics sobre l'estratègia per al Pròxim Orient i el teatre dels Balcans:
| « | La guerra en aquell teatre presenta molts problemes i suggereix moltes preguntes. Si mitjançant una demostració oportuna de força el turc podria haver estat fidel a la seva antiga connexió amb Gran Bretanya i França; si amb una diplomàcia més astuta s'hauria pogut evitar l'hostilitat de Bulgària i la cooperació de Grècia assegurada; si amb la intervenció militar de les potències de l'Entente el cop cruel podria haver estat allunyat de Sèrbia i Montenegro; si l'expedició dels Dardanels només va ser defectuosa en l'execució o en la concepció poc sòlida; si Romania va arribar tard, o es va moure massa aviat, i en la direcció equivocada. | » |

#### Rússia
Els russos consideraven el Front del Caucas com a secundari del Front Oriental. Temien una campanya al Caucas destinada a recuperar Kars que havia estat pres de l'Imperi Otomà durant la guerra russo-turca (1877-1878) i el port de Batum.
El març de 1915, quan el ministre d'Afers Exteriors rus Sergei Sazonov es va reunir amb l'ambaixador britànic George Buchanan i amb l'ambaixador francès Maurice Paléologue, va declarar que un assentament durador de postguerra exigia la plena possessió russa de la capital de l'Imperi Otomà (Constantinoble), l'estret del Bòsfor i els Dardanels, la mar de Màrmara, el sud de Tràcia fins a la línia Enos-Midia, així com parts de la costa de la mar Negra d'Anatòlia entre el Bòsfor, el riu Sangari i un punt indeterminat prop de la badia d'İzmit. El govern imperial rus va planejar substituir la població musulmana del nord d'Anatòlia i Istanbul per colons cosacs més fiables.

### Armenis
El Moviment d'Alliberament Nacional Armeni pretenia establir un estat armeni a l'Altiplà d'Armènia. La Federació Revolucionària Armènia (Daixnak) va aconseguir aquest objectiu més tard durant la guerra, amb l'establiment de la Primera República d'Armènia reconeguda internacionalment el maig de 1918. Ja el 1915, l'Administració d'Armènia Occidental i posteriorment la República de l'Armènia Muntanyosa eren entitats controlades pels armenis, mentre que es va establir la Dictadura de la Càspia Central amb participació armènia. Cap d'aquestes entitats va ser de llarga durada.

### Àrabs
L'actor principal era el rei Hussein, cap del Regne de Hijaz. Va dirigir el que ara s'anomena la revolta àrab, els objectius principals de la qual eren l'autogovern i la fi del control otomà de la regió.

### Assiris
Primer els oficials russos van prometre als assiris una nació assíria sota protecció britànica i russa, i després va ser confirmada pel capità Gracey del Servei d'Intel·ligència Britànic.
En reacció al genocidi assiri i atrets per les promeses britàniques i russes d'una nació independent, els assiris liderats per Agha Petros dels Bit-Bazi, Malik Khoshaba de la tribu Bit-Tiyari i altres caps tribals de la regió de Hakkâri sota el líder nacional Mar Shimun XXI Benyamin «van decidir posar-se al costat dels Aliats, primer amb Rússia, i després amb els britànics, amb l'esperança que es poguessin assegurar després de la victòria, un autogovern per als assiris», i van lluitar al costat dels Aliats contra les forces otomanes. Els assiris eren coneguts com els voluntaris assiris o el «nostre aliat més petit». Els francesos també es van unir a l'aliança amb els assiris, oferint-los 20.000 rifles, i l'exèrcit assiri va créixer fins a 20.000 homes codirigits per Agha Petrus i Malik Khoshaba, segons Joseph Naayem (un testimoni clau, el relat del qual sobre les atrocitats va ser prologat per Lord James Bryce).
Durant les conferències de pau de París l'any 1919, la delegació assíria va demanar un estat al valiat de Diyarbekir i al nord de Mesopotàmia, a l'Iraq. Altres van demanar un protectorat britànic a l'Alta Mesopotàmia, al nord de Mossul i a Urmia. Tanmateix, això va ser rebutjat per la Gran Bretanya i els delegats dels Estats Units d'Amèrica. L'any 1924 els assiris van intentar recuperar les seves terres ancestrals a Hakkâri donant lloc a una rebel·lió assiria que va fracassar, després que Turquia ocupés formalment Hakkâri van expulsar els últims habitants cristians que encara quedaven a la regió.

### Kurds
A principis del segle xx, els kurds, igual que els àrabs, eren una població diversa, dispersa per una àrea àmplia i lluny de ser homogènia en l'estatus social o en la perspectiva geopolítica. Tot i que molts eren defensors compromesos del nacionalisme kurd, aquesta visió estava lluny de ser omnipresent. El 1914, molts kurds pertanyien a l'elit otomana i sovint ocupaven càrrecs d'alt rang i destacats dins de l'estat otomà.
Els nacionalistes kurds esperaven que els Aliats de la Primera Guerra Mundial els ajudessin a crear una nació kurda independent si lluitaven contra els otomans, i van emprendre diversos aixecaments al llarg de la guerra. La majoria d'aquests, excepte els aixecaments d'agost de 1917, no van comptar amb el suport de cap de les potències aliades.
A més, molts kurds rebutjats es van mantenir lleials i van lluitar en nom de l'Imperi Otomà. L'exemple més notori és el Hamidiye, una divisió de cavalleria d'elit majoritàriament kurda de l'exèrcit otomà. Els Hamidiye van lluitar pels otomans tant a la campanya del Caucas com la campanya de Pèrsia, i van tenir un paper important en el genocidi armeni. Les regions amb altes accions revolucionàries armenies van ser objectiu dels Hamidiye, que van crear una «conspiració armenia» per justificar les seves raons per matar els armenis. Segons algunes estimacions, entre deu i vint mil armenis van ser massacrats per les unitats Hamidiye.
En altres casos, els kurds locals es van unir a les forces turques no per lleialtat, sinó per compartir el botí pres als civils armenis. Segons l'historiador Raymond Kévorkian, mentre que moltes tribus nòmades kurdes van participar activament en el genocidi, els kurds assentats poques vegades ho feien.
Molts kurds també es van oposar al genocidi i van fer esforços personals per rescatar civils armenis.

## Àrea d'operacions
La Campanya del Caucas va incloure conflictes armats entre l'Imperi Otomà i els Aliats, les forces d'aquests últims incloent Azerbaidjan, Armènia, la Dictadura de la Càspia Central i el Regne Unit com a part del teatre de l'Orient Mitjà, o, alternativament, com a part de la Campanya del Caucas durant la Primera Guerra Mundial.
La campanya del Caucas es va estendre des del Caucas fins a l'est d'Àsia Menor, arribant fins a Trebisonda, Bitlis, Muş i Van. La guerra terrestre va anar acompanyada d'accions realitzades per l'armada russa (Российский императорский флот) a la regió de la mar Negra de l'Imperi Otomà.
El 23 de febrer de 1917, l'avanç rus es va aturar arran de la Revolució Russa, i posteriorment el desintegrat Exèrcit rus del Caucas va ser substituït per les forces del nou Estat armeni, que comprenia les anteriors unitats de voluntaris armenis i les unitats irregulars armènies. Durant 1918 la regió també va veure l'establiment de la Dictadura de la Càspia Central, la República de l'Armènia Muntanyosa i una força aliada anomenada Dunsterforce que estava composta per tropes d'elit extretes dels fronts de Mesopotàmia i Occidental.

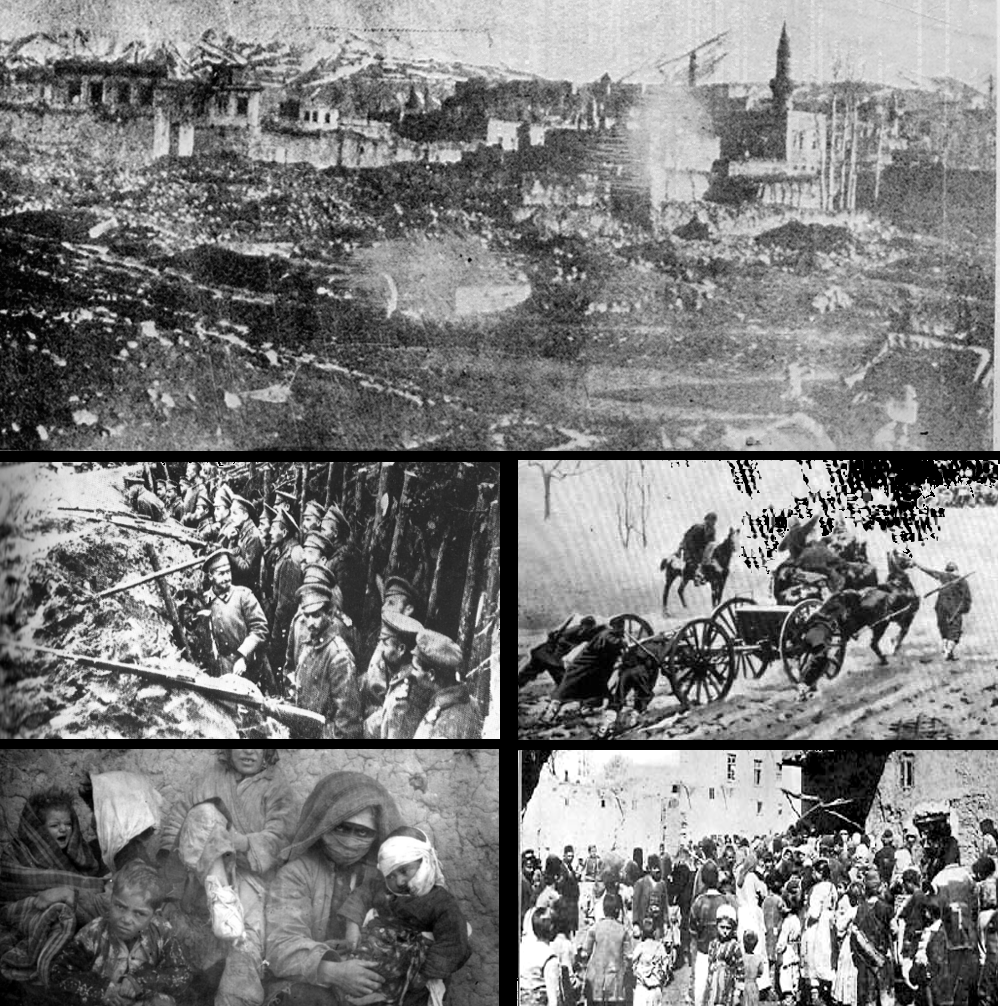
A dalt: Destrucció a la ciutat d'Erzurum; Superior esquerra: Forces russes; Superior dreta: Forces otomanes; Inferior esquerra: Refugiats musulmans ferits; Inferior dreta: Refugiats armenis
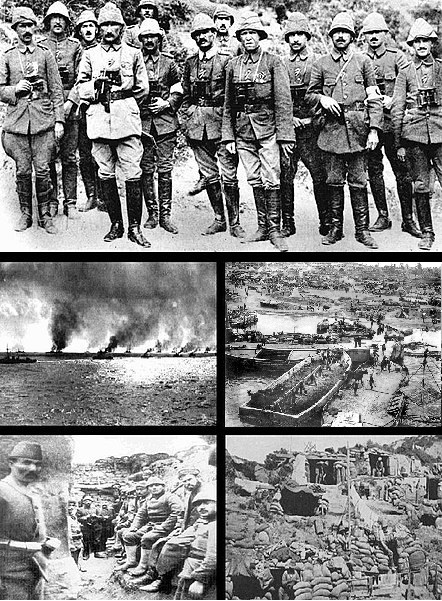
La campanya de Gal·lípoli, febrer-abril de 1915
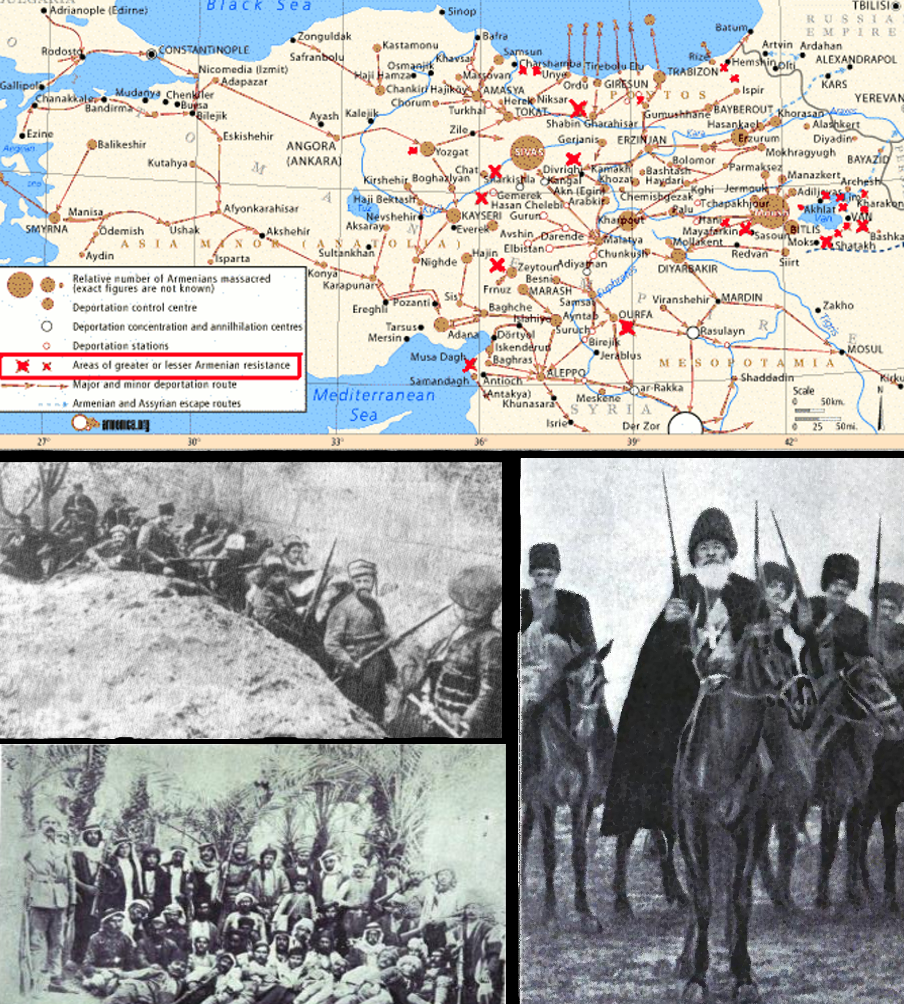
A dalt: Les estrelles mostra on es van produir els conflictes actius el 1915; Superior esquerra: Armenis defensant les muralles de Van a la primavera de 1915; Inferior esquerra: Resistència armènia a Urfa; Dreta: Sacerdot armeni de setanta anys d'edat conduint els armenis al camp de batalla

L'Imperi Otomà i l'Imperi Alemany van lluitar junts a Batum després de l'arribada de l'Expedició alemanya al Caucas, l'objectiu principal de la qual era assegurar el subministrament de petroli. El 3 de març de 1918, el conflicte entre l'Imperi Otomà i Rússia va acabar amb el Tractat de Brest-Litovsk, i el 4 de juny de 1918, l'Imperi Otomà va signar el Tractat de Batum amb Armènia. Tanmateix, els conflictes armats es van estendre a mesura que l'Imperi Otomà va continuar enfrontant-se amb la dictadura de la Càspia Central, la República de l'Armènia Muntanyosa i les forces de l'Imperi Britànic de la Dunsterforce fins que es va signar l'armistici de Mudros el 30 d'octubre de 1918.

## Otomans al Front oriental europeu
Més de 90.000 tropes otomanes van ser enviades al front d'Europa de l'Est el 1916, per participar en les operacions a Romania a la campanya dels Balcans. Les Potències Centrals van demanar que aquestes unitats recolzessin les seves operacions contra l'exèrcit rus. Més tard, es va concloure que el desplegament va ser un error, ja que aquestes forces haurien estat millor situades quedant-se per protegir el territori otomà contra la massiva ofensiva d'Erzerum que l'exèrcit rus havia iniciat.
La reubicació de tropes al front d'Europa de l'Est va ser iniciada per Enver Paixà. Va ser rebutjada inicialment pel cap d'estat major alemany, Erich von Falkenhayn, però el seu successor, Paul von Hindenburg, hi va acceptar, encara que amb reserves. La decisió es va prendre després de l'ofensiva Brussílov, ja que les Potències Centrals estaven sense homes al Front oriental.
En el desplegament, Enver va enviar el xv Cos d'Exèrcit a Galítsia, el vi Cos d'Exèrcit a Romania i el xx Cos d'Exèrcit i el 177 Regiment d'Infanteria a Macedònia a principis de 1916. El vi Cos va participar en l'enfonsament de l'exèrcit romanès a la Campanya de Romania, i van ser especialment valorats per la seva capacitat de continuar amb un alt índex d'avanç en les dures condicions hivernals. Se sap que el xv Cos lluitava molt bé contra els russos a Galítsia, sovint infligint-los moltes baixes.

## Forces

### Potències Centrals (Imperi Otomà)

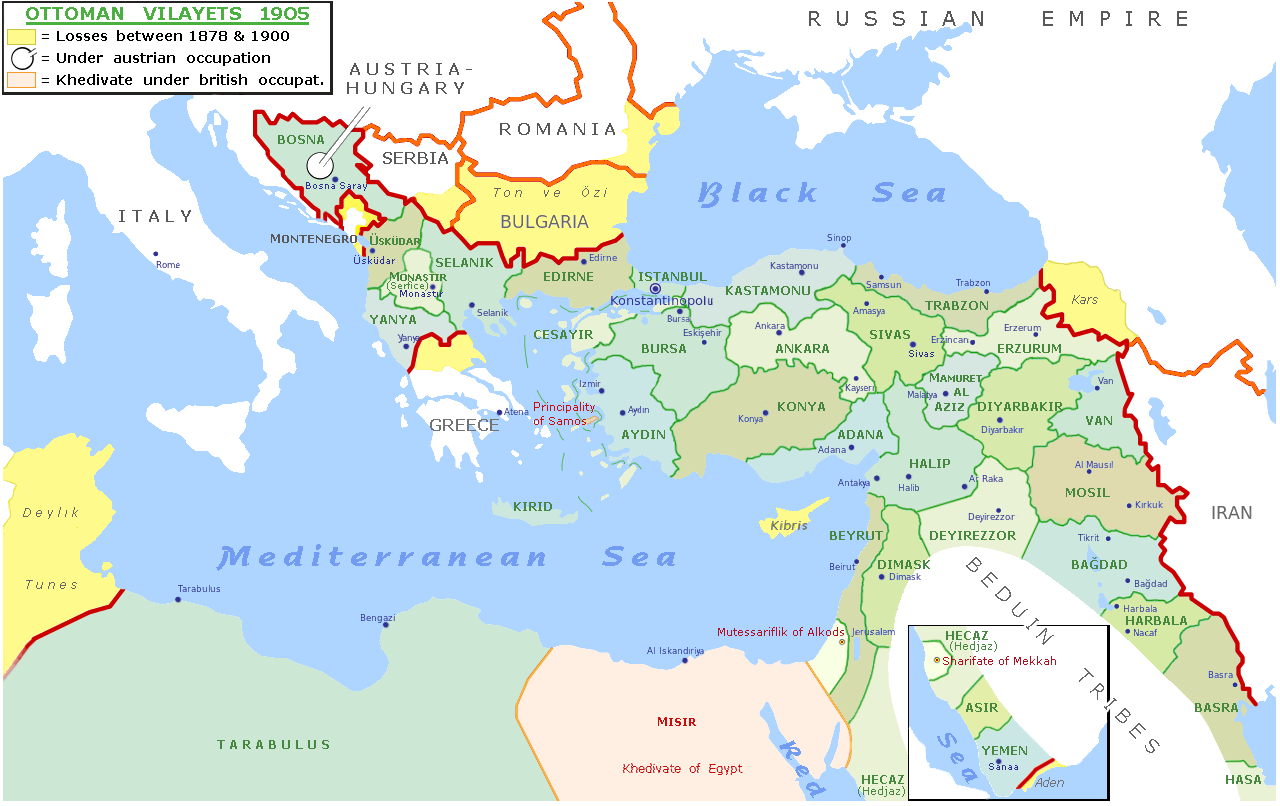
Mapa de l'Imperi Otomà amb els noms de les províncies otomanes, 1905

Després de la Revolució dels Joves Turcs i l'establiment de la Segona Era Constitucional (İkinci Meşrûtiyet Devri) el 3 de juliol de 1908, es va iniciar una important reforma militar. Es va modernitzar el quarter general de l'exèrcit. L'Imperi Otomà es va dedicar a la guerra italo-turca i a les guerres balcàniques, que van obligar a una major reestructuració de l'exèrcit, només uns anys abans de la Primera Guerra Mundial.
Des del primer moment, l'exèrcit otomà es va enfrontar a una sèrie de problemes per muntar-se. En primer lloc, la mida de l'exèrcit otomà estava molt limitada per la divisió dins de l'Imperi: els no-musulmans estaven exempts del reclutament militar, i els turcs ètnics fiables eren només 12 milions de la població ja relativament petita de l'imperi de 22 milions, amb els altres 10 milions que eren minories de diferents lleialtats i ús militar. L'Imperi també era molt pobre en comparació amb les altres potències en PIB, infraestructures i capacitat industrial. Com a punt de comparació, l'Imperi només tenia 5.759 km de ferrocarril, mentre que França tenia 51.000 km de ferrocarril per a un territori cinc vegades menor. La producció de carbó otomà era insignificant (826.000 tones el 1914, en comparació amb les 40.000.000 de tones de França i les 292.000.000 de tones de Gran Bretanya), mentre que la producció d'acer era inexistent. Només hi havia una foneria de canons i armes lleugeres a l'Imperi, una única fàbrica d'obusos i bales, i una única fàbrica de pólvora, totes elles ubicades als suburbis de Constantinoble. L'economia otomana era gairebé totalment agrícola, depenent de productes com la llana, el cotó i les pells.
Durant aquest període, l'Imperi va dividir les seves forces en Exèrcits. Cada quarter general de l'exèrcit constava d'un cap d'estat major, una secció d'operacions, una secció d'intel·ligència, una secció de logística i una secció de personal. Com a tradició establerta a l'exèrcit otomà, els serveis de subministrament, mèdics i veterinaris es van incloure en aquests exèrcits. Abans de la guerra, l'estat major turc estimava que es podien mobilitzar 1.000.000 d'homes alhora i que 500.000 d'ells estaven disponibles com a exèrcits mòbils de camp, la resta servint en guarnicions, defenses costaneres i en línies de comunicació i transport. Aproximadament 900 canons de campanya estaven disponibles per a l'exèrcit mòbil, que estava 280 per sota de l'establiment de guerra, tot i que els subministraments d'obusos eren generalment suficients. Hi havia 900 peces addicionals de muntatge fix o semifix a les guarnicions costaneres i de fortalesa a Adrianòpolis, Erzurum, el Bòsfor, els Dardanels i el Catalca. La munició era escassa; només hi havia uns 588 obusos disponibles per arma. A més, l'exèrcit va estimar que necessitava diversos milers de metralladores més per omplir el seu establiment; els rifles eren generalment eficients amb 1,5 milions emmagatzemats, l'exèrcit encara necessitava 200.000 altres.
L'any 1914, abans que l'Imperi entrés en guerra, els quatre exèrcits van dividir les seves forces en cossos i divisions de manera que cada divisió tenia tres regiments d'infanteria i un regiment d'artilleria. Les unitats principals eren: 
- 1r Exèrcit. amb quinze divisions;
- 2n Exèrcit, amb 4 divisions més una divisió d'infanteria independent amb tres regiments d'infanteria i una brigada d'artilleria;
- 3r Exèrcit, amb nou divisions, quatre regiments d'infanteria independents i quatre regiments de cavalleria independents (unitats tribals);
- 4t Exèrcit, amb quatre divisions.

L'agost de 1914, de 36 divisions d'infanteria organitzades, 14 es van establir des de zero i eren essencialment noves divisions. En molt poc temps, 8 d'aquestes divisions recentment contractades van passar per una important redistribució. Durant la guerra es van establir més exèrcits; 5è Exèrcit i 6è Exèrcit el 1915, 7è Exèrcit i 8è Exèrcit el 1917, i Kuva-i İnzibatiye i l'Exèrcit de l'Islam, que només tenia un sol cos, el 1918.

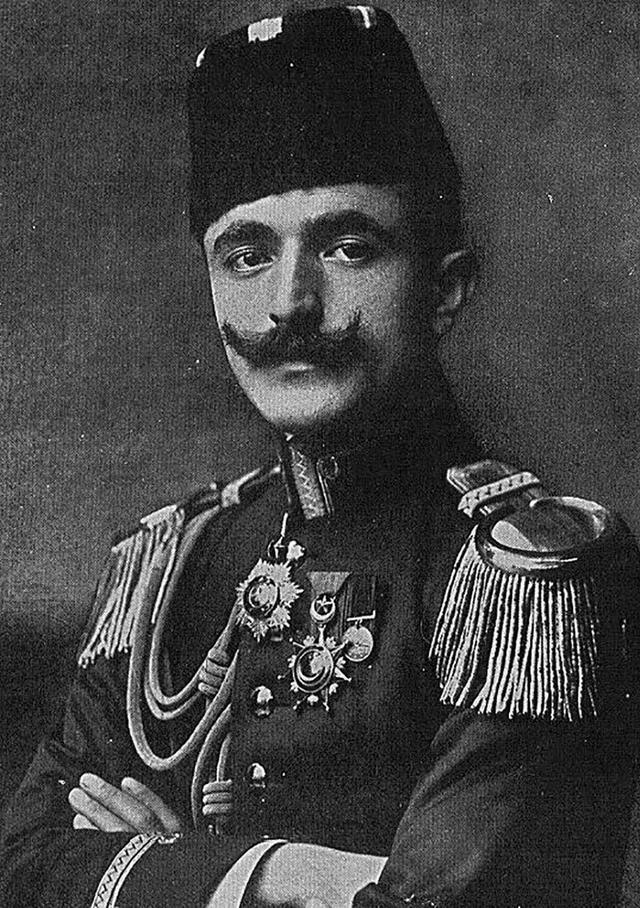
El ministre de guerra Ismaïl Enver Paixà de l'Imperi Otomà
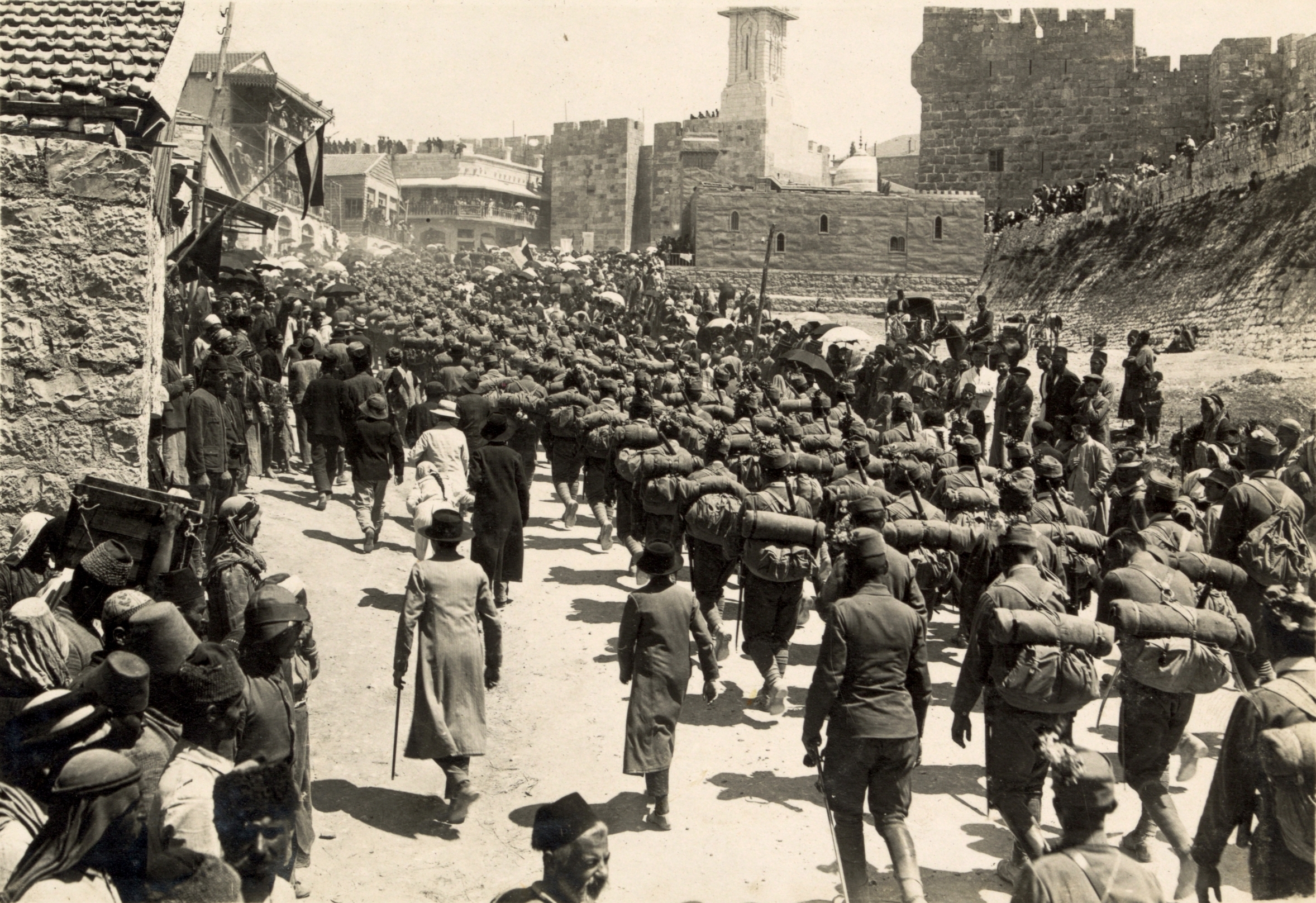
Tropes austrohongareses pujant al Mont Sió a Jerusalem, 1916

L'any 1918, els exèrcits originals s'havien reduït tant que l'Imperi es va veure obligat a establir noves definicions d'unitats que incorporaven aquests exèrcits. Aquests eren el Grup d'Exèrcits de l'Est i el Grup d'Exèrcits Yıldırım. No obstant això, tot i que el nombre d'exèrcits va anar augmentant durant els quatre anys de la guerra, els recursos de mà d'obra i subministraments de l'Imperi anaven disminuint, de manera que els Grups d'Exèrcits el 1918 eren més petits que els exèrcits de 1914. L'Exèrcit Otomà encara va ser parcialment efectiu fins a el final de la guerra.
La majoria d'equips militars es fabricaven a Alemanya o Àustria, i es mantenien per enginyers alemanys i austríacs. Alemanya també va subministrar la majoria dels consellers militars; una força de tropes especialitzades (l'Asia Korps) va ser enviada el 1917, i va augmentar a una força de combat de dos regiments el 1918. L'Expedició alemanya al Caucas es va establir a l'antiga Transcaucàsia russa a principis de 1918 durant la campanya del Caucas. El seu objectiu principal era assegurar el subministrament de petroli per a Alemanya i estabilitzar una naixent República Democràtica de Geòrgia proalemanya. La nova república va posar en conflicte l'Imperi Otomà i Alemanya, amb intercanvis de condemnes oficials entre ells en els darrers mesos de la guerra.

#### El reclutament

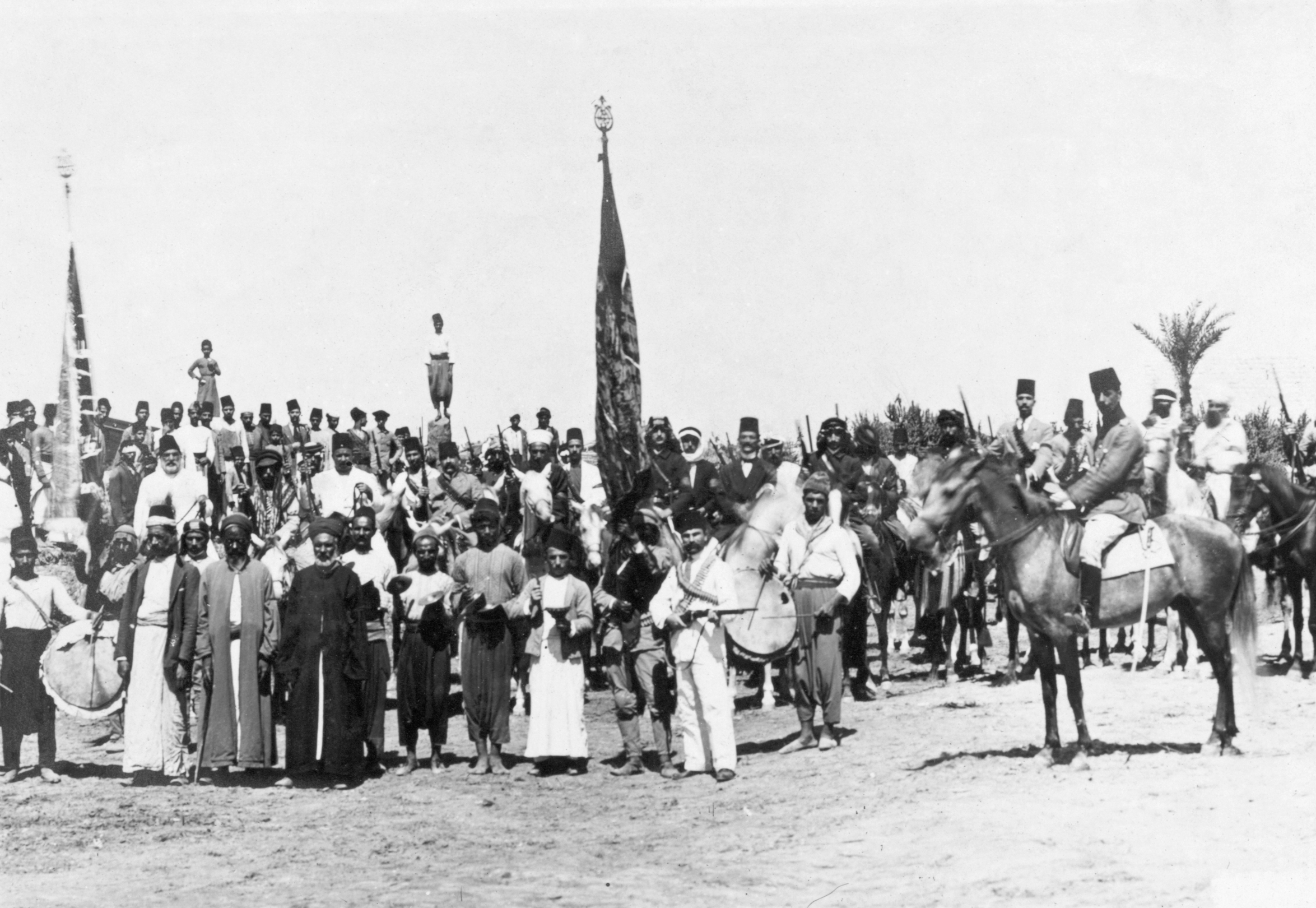
Reclutament militar otomà prop de Tiberíades

L'Imperi Otomà va establir una nova llei de reclutament el 12 de maig de 1914. Això va reduir l'edat de reclutament de 20 a 18 anys i va abolir el «redif» o sistema de reserva. La durada del servei actiu es va fixar en dos anys per a la infanteria, tres anys per a altres branques de l'Exèrcit i cinc anys per a la Marina. Aquestes mesures van romandre en gran part teòriques durant la guerra.
Les forces otomanes tradicionals depenien de voluntaris de la població musulmana de l'imperi. A més, diversos grups i individus de la societat otomana es van oferir voluntaris per al servei actiu durant la Primera Guerra Mundial, els principals exemples van ser els «Mevlevi» i els «Kadiri».
També hi havia unitats formades per caucàsics i turcs rumelians, que van participar en les batalles de Mesopotàmia i Palestina. Entre les forces otomanes, els voluntaris no només eren de grups turcs; també hi va haver un nombre menor de voluntaris àrabs i beduïns que van lluitar en la campanya contra els britànics per capturar el canal de Suez i a Mesopotàmia. Els voluntaris eren considerats poc fiables per l'exèrcit organitzat, a causa de la manca d'entrenament i la percepció dels interessos principalment mercenaris dels voluntaris àrabs i beduïns. Els forts combats també van pressionar el sistema de voluntaris otomà.

### Les nacions de l'Entente
Abans de la guerra, Rússia disposava de l'Exèrcit Rus del Caucas, però gairebé la meitat d'aquest es va tornar a desplegar al front prussià després de les derrotes a les batalles de Tannenberg i els llacs Masurians, deixant enrere només 60.000 soldats en aquest teatre d'operacions.
L'estiu de 1914, es van establir unitats de voluntaris armenis sota les forces armades russes. Gairebé 20.000 voluntaris armenis van expressar la seva disposició a prendre les armes contra l'Imperi Otomà ja el 1914. Aquestes unitats de voluntaris van augmentar de mida durant la guerra, fins al punt que Boghos Nubar, en una carta pública a la Conferència de Pau de París el 1919, va declarar que eren 150.000.
El poble assiri del sud-est d'Anatòlia, el nord de Mesopotàmia i el nord-oest de Pèrsia també es van unir amb els russos i els britànics, sota el lideratge d'Agha Petros i Malik Khoshaba.

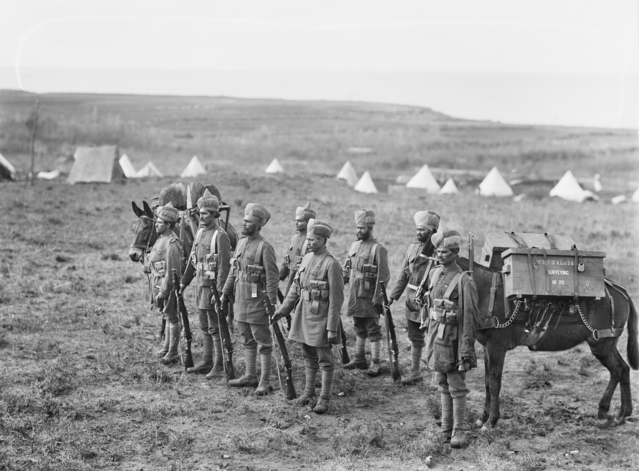
Sapadors i miners indis a Trípoli, Líban
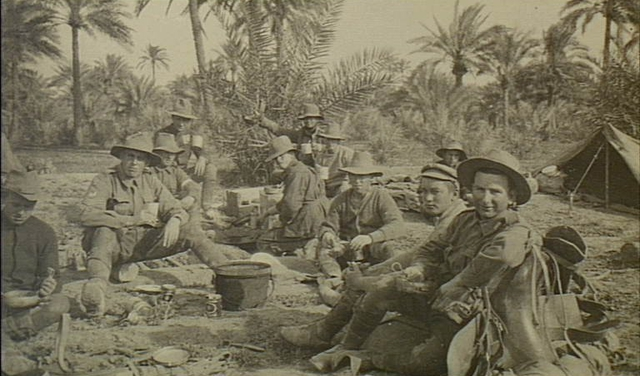
Soldats australians a Bagdad, 1917

L'any 1914, hi havia algunes unitats de l'Exèrcit Indi Britànic situades al sud de Pèrsia. Aquestes unitats tenien una àmplia experiència en el tracte amb forces tribals dissidents. Més tard, els britànics van establir el Cos Expedicionari del Mediterrani (Mediterranean Expeditionary Force, MEF), l'Exèrcit Britànic dels Dardanels (British Dardanelles Army), la Força Expedicionària Egípcia (Egyptian Expeditionary Force, EEF), i el 1917 van establir la Dunsterforce sota les ordres de Lionel Dunsterville, formada per menys de 1.000 tropes australianes, britàniques, canadenques i neozelandeses acompanyades de vehicles blindats, per oposar-se a les forces otomans i alemanyes al Caucas.
L'any 1916 va començar una revolta àrab al Hijaz. Uns 5.000 soldats regulars (la majoria antics presoners de guerra d'origen àrab) van servir amb les forces de la revolta. També hi havia molts membres de tribus irregulars sota la direcció de l'emir Feisal i consellers britànics. Dels assessors, T. E. Lawrence (Lawrence d'Aràbia) és el més conegut.
França va enviar la Legió Francesa Armènia a aquest teatre d'operacions com a part de la seva Legió Estrangera francesa més gran. El ministre d'Afers Exteriors, Aristide Briand, necessitava proporcionar tropes per al compromís francès fet en els Acords de Sykes-Picot, que encara era secret. Boghos Nubar, el líder de l'assemblea nacional armènia, es va reunir amb Sir Mark Sykes i Georges Picot.

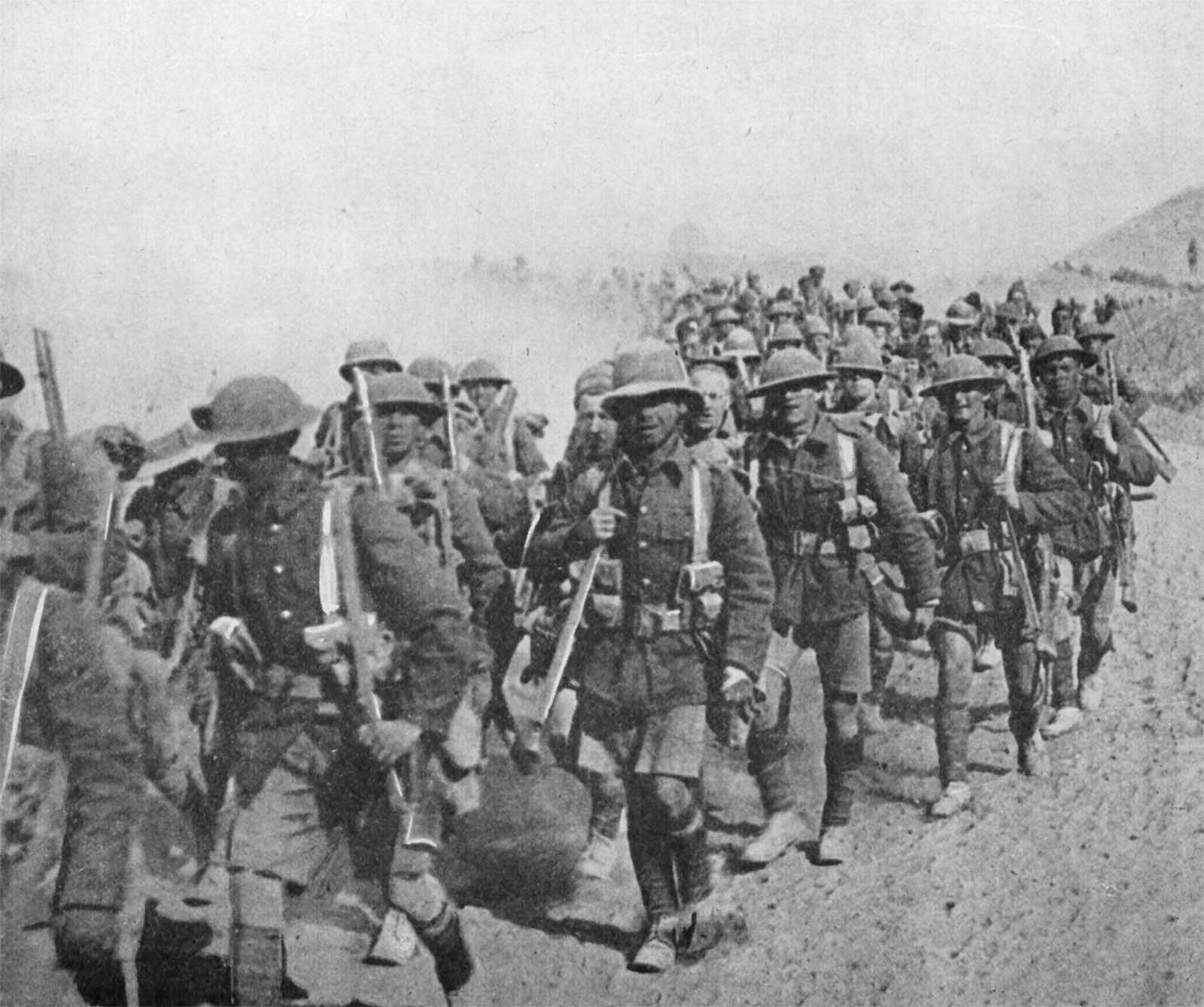
Tropes britàniques en marxa a Mesopotàmia, 1917
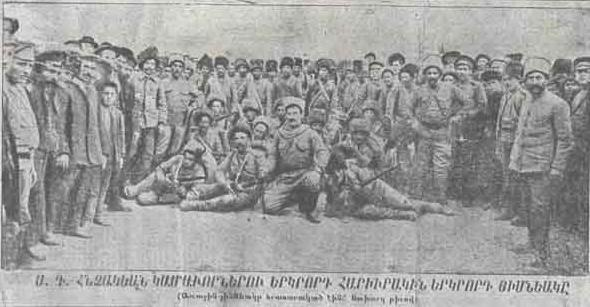
Un grup d'armenis responent al reclutament rus per a les unitats de voluntaris armenis

El general Edmund Allenby, el comandant de la Força Expedicionària Egípcia, va ampliar l'acord original. La Legió Francesa Armènia va lluitar a Palestina i Síria. Molts dels seus voluntaris van ser alliberats més tard de la Legió per unir-se als seus respectius exèrcits nacionals.
El moviment d'alliberament nacional armeni va ser dirigida pels fedaí armenis durant aquests conflictes. En general es coneixien com a «milícies armènies». El 1917, els Daixnaks van establir un cos armeni sota el comandament del general Tovmas Nazarbekian qui, amb la declaració de la Primera República d'Armènia, es va convertir en el nucli militar d'aquest nou estat armeni. Nazarbekian es va convertir en el primer comandant en cap.

#### El reclutament
Abans de la guerra, Rússia va establir un sistema de voluntaris per ser utilitzat a la campanya del Caucas. L'estiu de 1914, les unitats de voluntaris armenis dirigides per Andranik Ozanian es van establir sota les forces armades russes. Com que els reclutes armenis russos ja havien estat enviats al front europeu, aquesta força es va establir exclusivament a partir d'armenis que no eren ni súbdits russos ni obligats a servir. A les unitats armènies se'ls va acreditar una mica de l'èxit obtingut per les forces russes, ja que eren nadius de la regió, s'adaptaven a les condicions climàtiques, coneixien totes les carreteres i camins de muntanya i tenien incentius reals per lluitar.
Els voluntaris armenis eren pocs, mòbils i ben adaptats a la guerra de guerrilles. Van fer una bona feina com a exploradors, però també van participar en nombroses batalles campals.
El desembre de 1914, Nicolau II de Rússia va visitar la campanya del Caucas. Dirigint-se al cap de l'Església armènia i a Alexander Khatisyan, president de l'Oficina Nacional Armènia a Tbilisi, va dir:
| «                      | Des de tots els països els armenis s'afanyen a entrar a les files del gloriós exèrcit rus, amb la seva sang al servei de la victòria de l'exèrcit rus... Que la bandera russa onegi lliurement sobre els Dardanels i el Bòsfor. Que […] els pobles [armenis] que queden sota el jou turc rebin la llibertat. Que el poble armeni de Turquia que ha patit per la fe de Crist rebi la resurrecció per a una nova vida lliure... | » |
| — Nicolau II de Rússia | |   |

### Forces asimètriques
Les forces utilitzades al teatre d'operacions de l'Orient Mitjà no només eren unitats de l'exèrcit regular que es dedicaven a la guerra convencional, sinó també forces irregulars que participaven en el que avui es coneix com a «guerra asimètrica».
Contràriament al mite, no va ser T. E. Lawrence ni l'exèrcit britànic els que van conceptualitzar una campanya d'insurrecció interna contra l'Imperi Otomà a l'Orient Mitjà; va ser l'Oficina Àrab de la Britain's Foreign Office qui va idear la revolta àrab. L'Oficina Àrab feia temps que pensava que una campanya instigada i finançada per potències exteriors, donant suport a les tribus revolucionaries i als desafiadors regionals del govern centralitzat otomà, pagant grans dividends per l'esforç que caldria fer per afrontar aquest repte. Les autoritats otomanes van dedicar molts més recursos per contenir l'amenaça d'una rebel·lió interna que els Aliats que van dedicar a patrocinar-la.
Alemanya va establir la seva pròpia Oficina d'Intel·ligència per a Orient (Nachrichtenstelle für den Orient) just abans de l'esclat de la guerra. Es va dedicar a promoure i mantenir agitacions subversives i nacionalistes al Raj Britànic, així com als estats satèl·lits perses i egipcis. Les seves operacions a Pèrsia, destinades a fomentar problemes per als britànics al golf Pèrsic, van ser dirigides per Wilhelm Wassmuss, un diplomàtic alemany que va ser conegut com el «Lawrence d'Aràbia alemany» o «Wassmuss de Pèrsia».

## Cronologia

### Preludi
L'Imperi Otomà va fer una aliança secreta otomano-alemanya el 2 d'agost de 1914, seguida d'un altre tractat amb Bulgària. El ministeri de la Guerra Otomana va desenvolupar dos grans plans. Bronsart von Schellendorf, un membre de la missió militar alemanya a l'Imperi Otomà que havia estat nomenat Subcap de l'Estat Major Otomà, va completar un pla el 6 de setembre de 1914 pel qual el Quart Exèrcit havia d'atacar Egipte i el Tercer Exèrcit llançaria un ofensiva contra els russos a l'Anatòlia oriental.
Hi va haver oposició a Schellendorf entre l'exèrcit otomà. L'opinió més expressada va ser que Schellendorf va planejar una guerra que beneficiava Alemanya, en lloc de tenir en compte les condicions de l'Imperi Otomà. Hafiz Hakki Paixà va presentar un pla alternatiu, més agressiu, i centrat en Rússia. Es basava en traslladar forces per mar a la costa oriental de la mar Negra, on desenvoluparien una ofensiva contra el territori rus. El pla d'Hafiz Hakki Paixà va ser archivat perquè l'exèrcit otomà no tenia recursos. El «Pla de campanya principal» de Schellendorf es va adoptar per defecte.
Arran del pla de Schellendorf, la majoria de les operacions otomanes es van combatre en territori otomà, amb el resultat que en molts casos van afectar directament el propi poble de l'Imperi. La visió posterior va ser que els recursos per implementar aquest pla també eren escassos, però Schellendorf va organitzar millor el comandament i el control de l'exèrcit i va posicionar l'exèrcit per executar els plans. Schellendorf també va produir un millor pla de mobilització per reunir forces i preparar-les per a la guerra. Els arxius del Ministeri de Guerra Otomà contenen plans de guerra redactats per Schellendorf, amb data del 7 d'octubre de 1914, que inclouen detalls sobre el suport otomà a l'exèrcit búlgar, una operació secreta contra Romania i els soldats otomans que desembarquen a Odessa i Crimea amb el suport de l'armada alemanya.

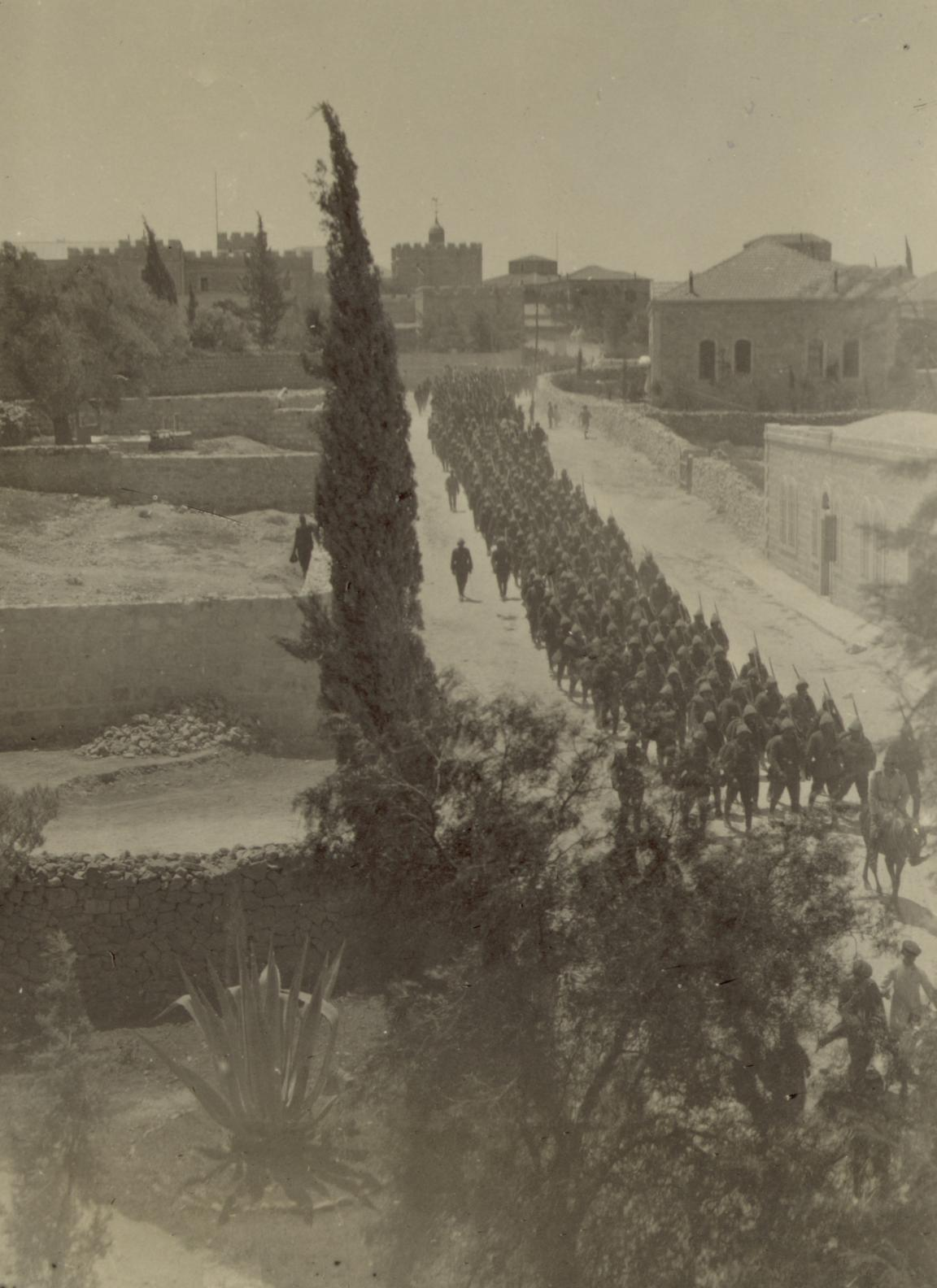
Nous reclutes turcs marxant per a fer un simulacre abans de la guerra, 1914
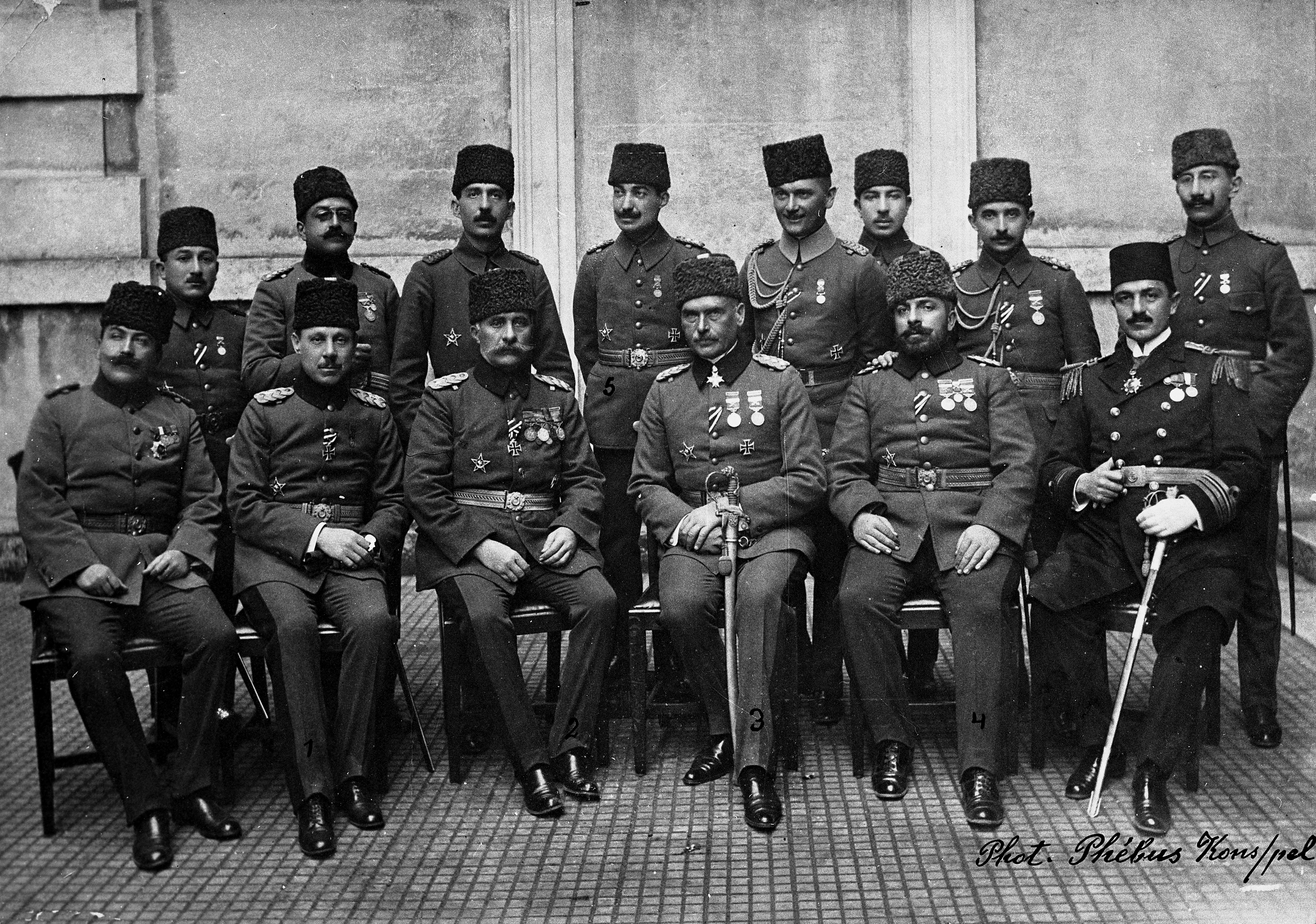
L'estat major turc de la campanya del Sinaí i Palestina, 1914.

La influència alemanya en les operacions de Turquia durant la campanya de Palestina va ser tal que la majoria dels llocs d'estat major del Grup d'Exèrcits Yıldırım eren ocupats per oficials alemanys. Fins i tot la correspondència de la seu es va produir en alemany. Aquesta situació va acabar amb la derrota final a Palestina i el nomenament de Mustafa Kemal al comandament de les restes del Grup d'Exèrcits Yıldırım.
Durant el juliol de 1914 hi va haver negociacions entre el Comitè d'Unió i Progrés (CUP) i els armenis otomans al congrés armeni a Erzurum. La conclusió pública del congrés va ser «aparentment conduïda per avançar pacíficament les demandes armènies per mitjans legítims». Erickson afirma que la CUP considerava el congrés com una causa de la insurrecció armènia, i que després d'aquesta reunió, la CUP estava convençuda de l'existència de forts vincles armenis-russos, amb plans detallats per separar la regió de l'Imperi Otomà.
El 29 d'octubre de 1914, el primer enfrontament armat de l'Imperi Otomà amb els Aliats es va produir quan el creuer de batalla alemany SMS Goeben i el creuer lleuger SMS Breslau, després de ser perseguits a les aigües turques i transferits a la marina otomana, van bombardejar el port rus d'Odessa a la mar Negra.

### 1914

#### Novembre
Després del bombardeig d'Odessa, Rússia va declarar la guerra a l'Imperi Otomà el 2 de novembre de 1914. L'armada britànica va atacar els Dardanels el 3 de novembre. Gran Bretanya i França van declarar la guerra el 5 de novembre. La declaració otomana de la Gihad es va redactar l'11 de novembre i es va donar a conèixer per primera vegada el 14 de novembre.
El primer Lord de l'Almirallat Winston Churchill va presentar els seus plans per a un atac naval a la capital otomana, basant-se almenys en part en el que van resultar ser informes erronis sobre la força de les tropes otomanes que va preparar el tinent T. E. Lawrence. Va raonar que la Royal Navy tenia un gran nombre de cuirassats obsolets que podrien ser útils, recolzats per una força simbòlic de l'exèrcit per a tasques d'ocupació rutinàries. Es va ordenar que els cuirassats estiguessin preparats el febrer de 1916.
Al mateix temps, el Quart Exèrcit otomà estava preparant una força de 20.000 homes sota el comandament del Ministre de la Marina Otomana, Djemal Paixà, per prendre el canal de Suez. L'atac a Suez va ser suggerit pel Ministre de la Guerra Enver Paixà a instància del seu aliat alemany. El cap d'estat major del Quart Exèrcit otomà va ser el coronel bavarès Kress von Kressenstein, que va organitzar l'atac i va organitzar subministraments per a l'exèrcit mentre travessava el desert.
El 1r de novembre, l'ofensiva de Bergmann va ser el primer conflicte armat de la campanya del Caucas. Els russos van creuar primer la frontera i van planejar capturar Doğubeyazıt i Köprüköy. A la seva banda dreta, el I Cos rus es va traslladar de Sarıkamış cap a Köprüköy. A l'ala esquerra, el iv Cos rus es va traslladar d'Erevan a les planes de Pasinler. El comandant del Tercer Exèrcit otomà, Hasan Izzet, no estava a favor d'una ofensiva en les dures condicions hivernals, però el seu pla de mantenir-se a la defensiva i llançar un contraatac en el moment adequat va ser anul·lat pel Ministre de la Guerra Enver Paixà.

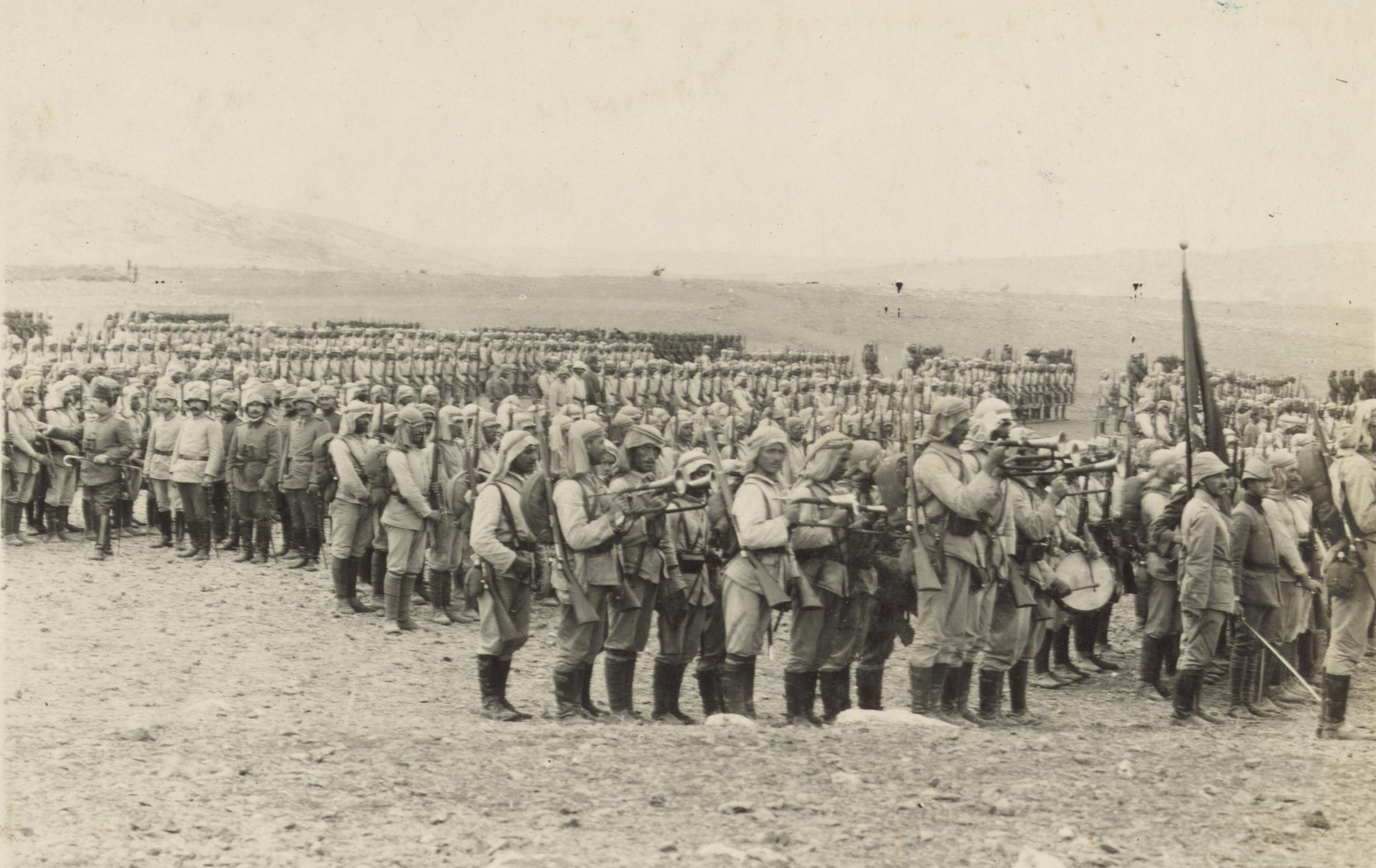
Preparació de les forces otomanes per a l'atac al canal de Suez, 1914
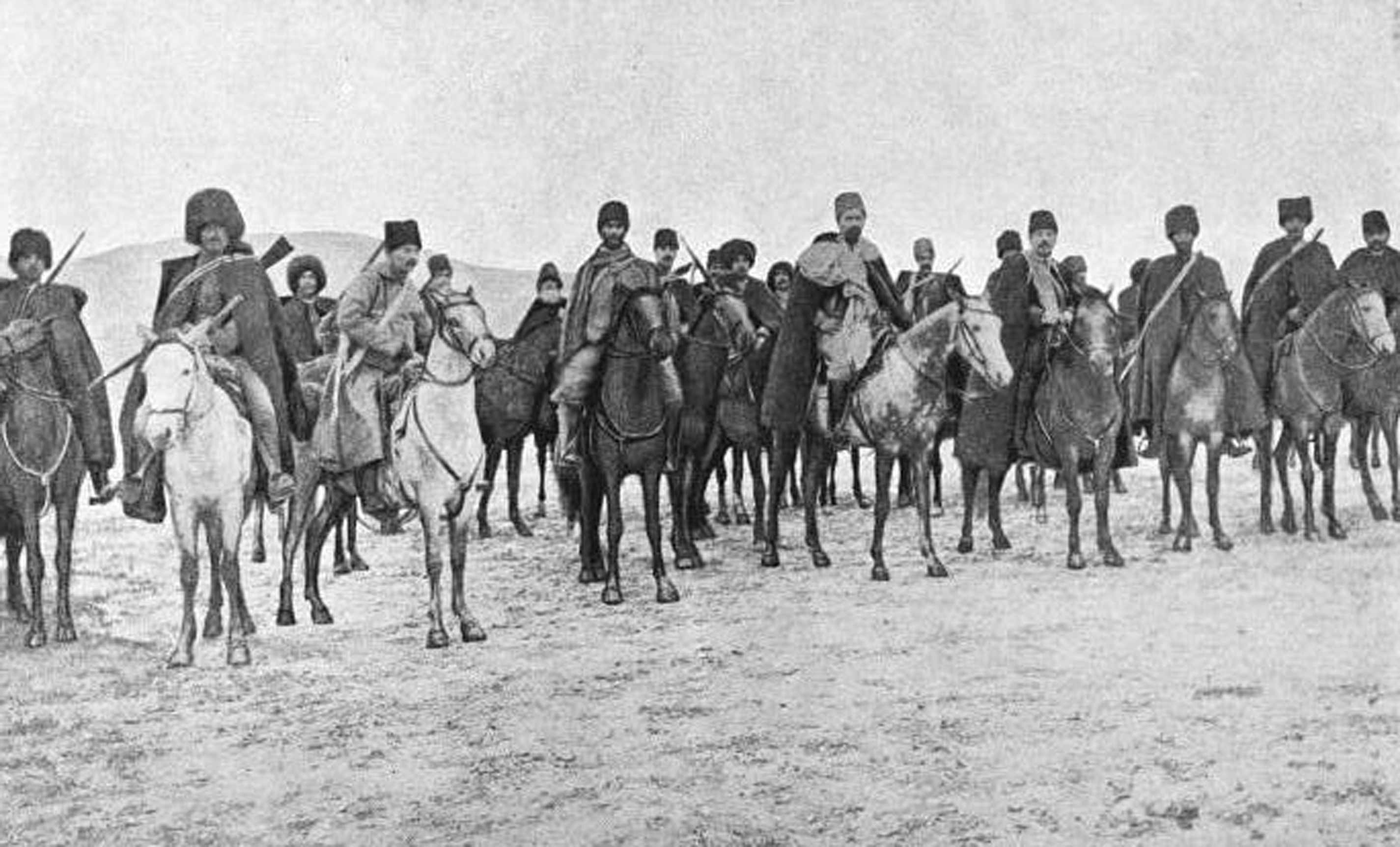
Personal dels voluntaris armenis, inclosos Khetcho, Dro i Armen Garo, 1914.

El 6 de novembre, una força naval britànica va bombardejar l'antic fort d'Al-Faw. El desembarcament d'Al-Faw de la Força Expedicionària Índia Britànica D (IEF D), formada per la 6a Divisió (Poona) dirigida pel tinent general Arthur Barrett, amb Sir Percy Cox com a oficial polític, es va oposar 350 tropes otomanes i quatre canons. El 22 de novembre, els britànics van ocupar la ciutat de Bàssora contra una força de 2.900 reclutes àrabs del comandament de l'àrea d'Iraq comandat per Suphi Paixà. Suphi Paixà i 1.200 homes van ser capturats. El principal exèrcit otomà, sota el comandament general de Khalil Paixà, es trobava a uns 440 km al nord-oest, al voltant de Bagdad. Només va fer intents febles de desallotjar els britànics.
El 7 de novembre, el Tercer Exèrcit otomà va iniciar la seva ofensiva al Caucas amb la participació del xi Cos i totes les unitats de cavalleria recolzades pel Regiment Tribal Kurd. El 12 de novembre, el ix Cos d'Ahmet Fevzi Paixà, reforçat amb el xi Cos al flanc esquerre recolzat per la cavalleria, va començar a fer retrocedir els russos. Els russos van tenir èxit al llarg dels flancs sud de l'ofensiva, on els voluntaris armenis van ser efectius i van prendre Karaköse i Doğubeyazıt. A finals de novembre, els russos mantenien uns 25 km en el territori otomà al llarg de l'eix Erzurum- Sarıkamış.
El xeic Mubarak Al-Sabah, el governant de Kuwait, va enviar una força a Umm Qassar, Safwan, Bubiyan i Bàssora per expulsar les forces otomanes de la zona. A canvi, el govern britànic va reconèixer Kuwait com un «govern independent sota protecció britànica». No hi ha cap informe sobre la mida i la naturalesa exactes de l'atac de Mubarak, tot i que les forces otomanes es van retirar d'aquestes posicions setmanes després. Mubarak va eliminar el símbol otomà que hi havia a la bandera de Kuwait i el va substituir per «Kuwait» (كويت) escrit en escriptura àrab. La participació de Mubarak, així com les seves gestes anteriors per obstruir la finalització del ferrocarril de Bagdad, van ajudar els britànics a salvaguardar el golf Pèrsic dels reforços otomans i alemanys.

#### Desembre
Al desembre, en plena batalla de Sarıkamısh, el general Myshlaevsky va ordenar la retirada de les forces russes de la campanya persa per enfrontar-se a l'ofensiva d'Enver. Només una brigada de tropes russes sota el comandament del general armeni Nazarbekoff i un batalló de voluntaris armenis van romandre dispersos per Salmas i Urmia. Mentre el cos principal de les tropes otomanes es preparava per a l'operació a Pèrsia, un petit grup rus va travessar la frontera persa. Després de rebutjar una ofensiva russa cap als encreuaments de muntanya de Van-Pèrsia, la Divisió de Gendarmeria de Van, una formació paramilitar lleugerament equipada comandada pel major Ferid, va perseguir els russos a Pèrsia.

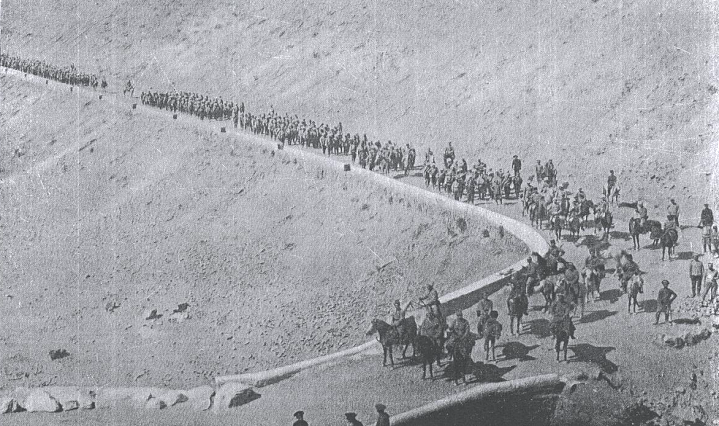
El 1r batalló d'armenis de Zoravar Andranik es va dispersar pels districtes de Salmas i Urmia a les primeres parts de la campanya persa. Desembre de 1914.
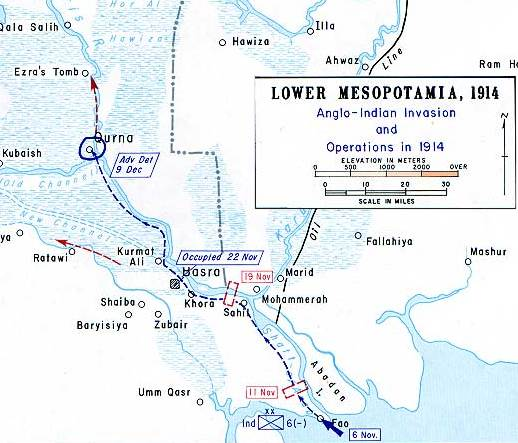
L'ofensiva britànica inicial durant la campanya de Mesopotàmia, 1914

El 14 de desembre, la Divisió de Gendarmeria de Van va ocupar la ciutat de Qatur durant la campanya persa. Més tard, va procedir cap a Khoy. S'havia de mantenir aquest passatge obert per a la 5a Força Expedicionària de Kazım Bey i la 1a Força Expedicionària de Halil Bey, que havien de moure's cap a Tabriz des del cap de pont establert a Qatur. Tanmateix, la batalla de Sarıkamısh va esgotar les forces otomanes i aquestes forces expedicionàries eren necessàries en altres llocs.
El 29 de desembre, el Tercer Exèrcit otomà va rebre l'ordre d'avançar cap a Kars. Enver Paixà va assumir el comandament personal del Tercer Exèrcit i va ordenar que les seves forces es moguessin contra les tropes russes, començant la batalla de Sarıkamısh. Davant l'avanç del Tercer Exèrcit, el governador Vorontsov va planejar fer avançar l'exèrcit rus del Caucas de nou cap a Kars. El general Nikolai Iudénitx va ignorar l'ordre de Vorontsov.

### 1915

#### Gener-març
El 2 de gener, Süleyman Askeri Bey va assumir el comandament de l'Àrea d'Iraq. Enver Paixà es va adonar de l'error de subestimar la importància de la campanya de Mesopotàmia. L'exèrcit otomà no disposava de cap altre recurs per traslladar-se a aquesta regió, ja que un atac a Gal·lípoli era imminent. Süleyman Askeri Bey va enviar cartes als xeics àrabs per intentar organitzar-los per lluitar contra els britànics.
El 3 de gener, a la batalla d'Al-Qurnah, les forces otomanes van intentar recuperar la ciutat de Bàssora. Van ser atacats pels vaixells de la Royal Navy al riu Eufrates, mentre que les tropes britàniques van aconseguir travessar el riu Tigris. En jutjar que els moviments de terres de Bàssora eren massa forts per ser ocupats, els otomans van rendir la ciutat d'Al-Qurnah i es van retirar cap a Kut.

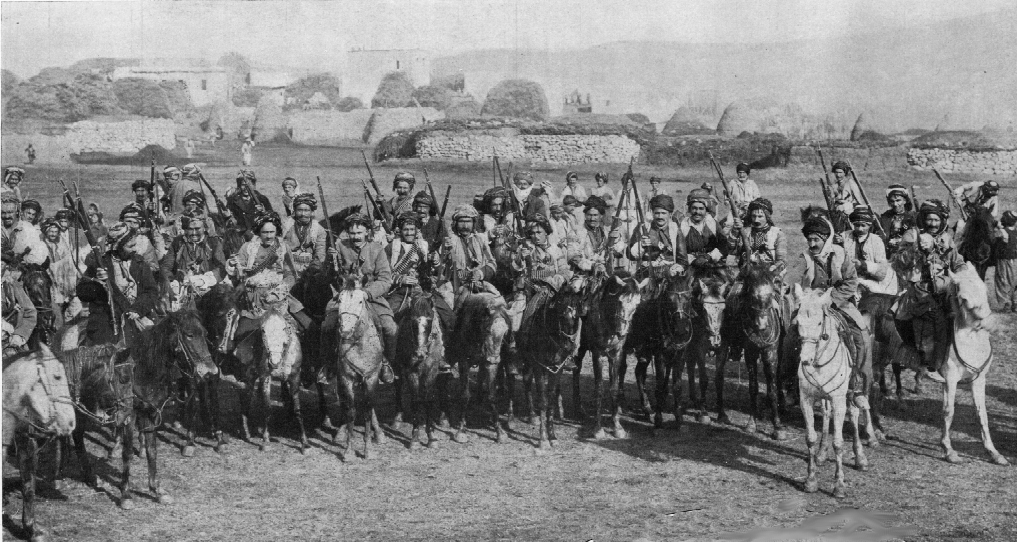
Cavalleria kurda, emprada pels otomans contra els russos als passos del Caucas. Gener de 1915
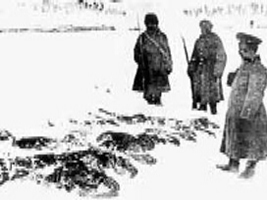
El Tercer Exèrcit otomà va perdre soldats a causa de les gelades a la batalla de Sarıkamısh durant la campanya del Caucas. Gener de 1915
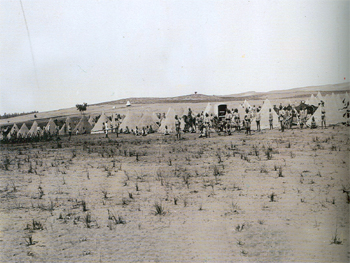
Cuarter General de campanya del 6è Exèrcit durant la campanya de Mesopotàmia, 1915.

El 6 de gener, el quarter general del Tercer Exèrcit otomà es va trobar sota foc. Hafiz Hakki Paixà va ordenar una retirada total de la batalla de Sarıkamısh. Només el 10% de l'exèrcit va aconseguir retirar-se a la seva posició inicial. Enver va renunciar al comandament de l'exèrcit. Durant aquest conflicte, els destacaments armenis van desafiar les operacions otomanes en els moments crítics: «el retard va permetre a l'exèrcit rus del Caucas concentrar força suficient al voltant de Sarıkamısh».
Els britànics i França van demanar a Rússia que alleugerès la pressió al front occidental, però Rússia necessitava temps per organitzar les seves forces. Les operacions a la Mar Negra els van donar l'oportunitat de reposar les seves forces; també la campanya de Gal·lípoli va atraure moltes forces otomanes del front rus i d'altres fronts. El març de 1915, el Tercer Exèrcit otomà va rebre reforços que equivalen a una divisió del Primer i Segon Exèrcit.
El 19 de febrer, una forta flota anglofrancesa, inclòs el cuirassat britànic HMS Queen Elizabeth, va bombardejar posicions d'artilleria al llarg de la costa al voltant dels Dardanels. L'almirall Sackville Carden va enviar un telegrama a Churchill el 4 de març, afirmant que la flota podria arribar a Constantinoble en un termini de catorze dies. El 18 de març es va llançar el primer gran atac. La flota, formada per 18 cuirassats i una sèrie de creuers i destructors, va intentar apuntar al punt més estret dels Dardanels, on l'estret només té 2 km d'ample.
El cuirassat francès Bouvet va explotar en circumstàncies misterioses, fent-lo bolcar amb tota la seva tripulació a bord. Els dragamines, tripulats per civils i sota el foc constant dels canons otomans, es van retirar deixant els camps de mines en gran part intactes. El cuirassat HMS Irresistible i el creuer de batalla HMS Inflexible van patir danys crítics per les mines, tot i que durant la batalla hi va haver confusió sobre si els torpedes tenien la culpa. El cuirassat HMS Ocean, enviat per rescatar l'HMS Irresistible, va impactar contra una mina i els dos vaixells finalment es van enfonsar. Els cuirassats francesos Suffren i Gaulois també van resultar molt danyats. Les pèrdues van fer que els Aliats cessin qualsevol altre intent de forçar l'estret només amb el poder naval.

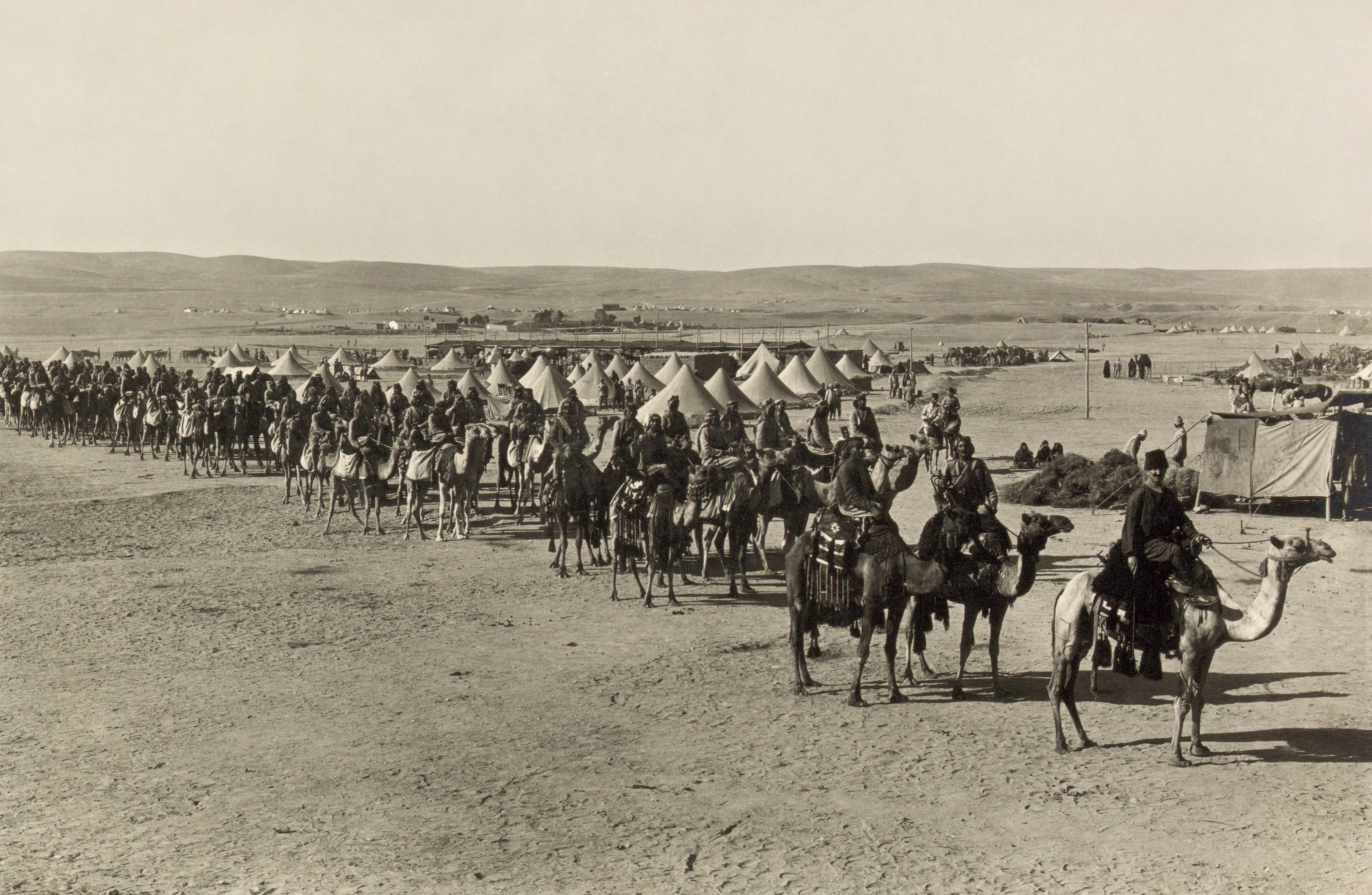
El cos de camells a Beerxeba durant la campanya del Sinaí i Palestina. Febrer de 1915
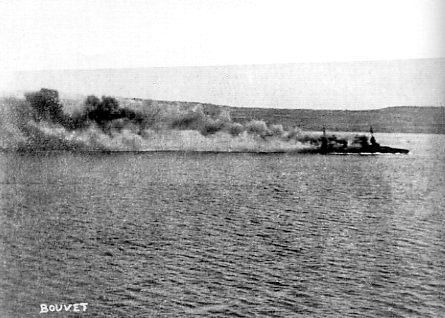
El Bouvet durant la campanya de Gal·lípoli. Març de 1915

Al febrer, el general Yudenitx va ser ascendit al comandament de l'exèrcit rus del Caucas, en substitució d'Aleksandr Zakharevitx Myshlaievsky. El 12 de febrer, el comandant del Tercer Exèrcit otomà, Hafiz Hakki Paixà, va morir de tifus i va ser substituït pel general de brigada Mahmut Kamil Paixà. Kamil va emprendre la tasca de posar en ordre el Tercer Exèrcit esgotat.
L'Imperi Otomà va intentar apoderar-se del Canal de Suez a Egipte amb la Primera Ofensiva de Suez, i van donar suport al recentment deposat Abbas II d'Egipte, però van ser derrotats pels britànics en ambdós objectius.

#### Abril-juny
El seu èxit inesperat a la campanya de Mesopotàmia, el comandament britànic va decidir operacions més agressives. L'abril de 1915, el general John Nixon va ser enviat per prendre el comandament. Va ordenar al general de divisió Charles Townshend que avancés cap a Kut o fins i tot a Bagdad si era possible. Enver Paixà es va preocupar per la possible caiguda de Bagdad, i va enviar el general alemany Colmar Freiherr von der Goltz a prendre el comandament.
El 12 d'abril, Süleyman Askeri va atacar el campament britànic de Xaiba amb 3.800 soldats a primera hora del matí. Aquestes forces, proporcionades principalment per xeics àrabs, no van aconseguir res. Süleyman Askeri va resultar ferit. Decebut i deprimit, es va suicidar a l'hospital de Bagdad.
El 20 d'abril va començar el setge de Van. El 24 d'abril, Talat Paixà va promulgar l'Ordre el 24 d'abril (coneguda pels armenis com el «Diumenge Roig») que afirmava que els armenis d'aquesta regió estaven dirigits per russos i s'havien rebel·lat contra el govern otomà.
Els Aliats van començar el seu assalt amfibi a la península de Gal·lípoli al costat europeu dels Dardanels l'endemà. Les tropes van poder desembarcar, però no van poder desallotjar les forces otomanes fins i tot després de mesos de batalla que va provocar la mort d'uns 131.000 soldats i 262.000 ferits. Finalment es van retirar. La campanya va representar una mica la majoria d'edat per a Austràlia i Nova Zelanda, que celebren el 25 d'abril com el Dia ANZAC. Kemal Atatürk, que més tard es va convertir en el primer líder de la Turquia moderna, es va distingir com a tinent coronel a Gal·lípoli.
El 6 de maig, el general Yudenitx va iniciar una ofensiva al territori otomà. Una ala d'aquesta ofensiva es va dirigir cap al llac Van per alleujar els seus defensors armenis. El fedaí va lliurar la ciutat als russos. El 21 de maig, el general Yudenitx va rebre les claus de la ciutat i la seva ciutadella, i va confirmar el govern provisional armeni en el càrrec amb Aram Manukian com a governador. Amb Van segur, la lluita es va desplaçar més cap a l'oest durant la resta de l'estiu.
El 6 de maig, la segona ala russa va avançar per la vall de Tortum cap a Erzurum després que el temps es tornés més suau. Les divisions 29 i 30 otomanes van aconseguir aturar aquest assalt. El x Cos va contraatacar les forces russes. Al front sud, els otomans no van tenir tant èxit com ho havien tingut al nord.
La ciutat de Manazkert ja havia caigut l'11 de maig. Les línies de subministrament dels otomans estaven sent tallades, ja que les forces armènies van causar dificultats addicionals darrere de les línies. La regió al sud del llac Van era extremadament vulnerable. Durant el maig, els otomans van haver de defensar una línia de més de 600 quilòmetres amb només 50.000 homes i 130 peces d'artilleria. Els russos els van superar molt en nombre.

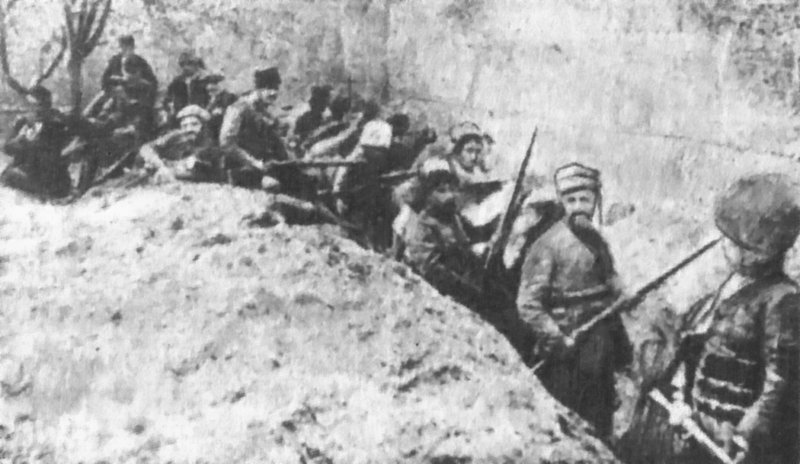
Tropes armènies que mantenen una línia de defensa al Setge de Van. Abril de 1915
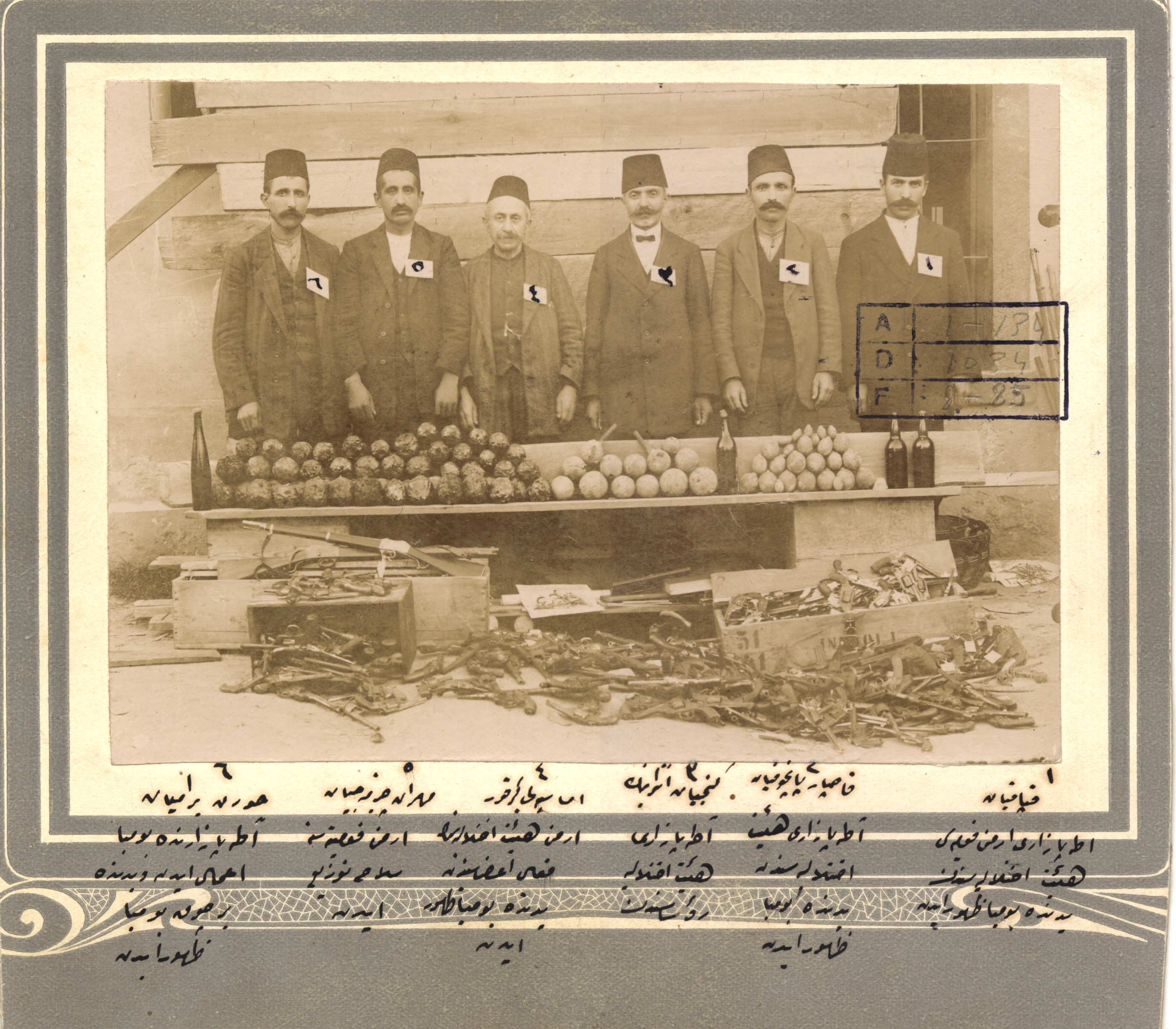
Membres de la resistència armènia del comitè d'Adapazarı. 1915

El 27 de maig, durant el punt àlgid de l'ofensiva russa, el parlament otomà va aprovar la Llei Tehcir. Talat Paixà, el ministre de l'Interior, va ordenar la deportació forçada de tots els armenis de les regions sota control otomà.
El 19 de juny, els russos van llançar una altra ofensiva al nord-oest del llac Van. Comandats per Oganovski, van avançar cap als turons a l'oest de Manazkert, però havien subestimat la mida de les forces otomanes. Van ser sorpresos per una gran força otomana a la batalla de Manazkert. No eren conscients que el ix Cos otomà, juntament amb la 17a i la 28a divisions, també es traslladaven cap a Muş.
La 1a i la 5a Força Expedicionària es van situar al sud de la força ofensiva russa i es va establir un «Grup d'ala dreta» sota el comandament del general de brigada Abdülkerim Paixà. Aquest grup era independent del Tercer Exèrcit, i Abdülkerim Paixà informava directament a Enver Paixà.

#### Juliol-setembre
El 24 de setembre, el general Yudenitx es va convertir en el comandant suprem de totes les forces russes a la regió. Aquest front va estar tranquil des d'octubre fins a finals d'any. Yudenitx va utilitzar aquest període per reorganitzar-se. El 1916, les forces russes al teatre d'operacions havien crescut fins a 200.000 homes i 380 peces d'artilleria.

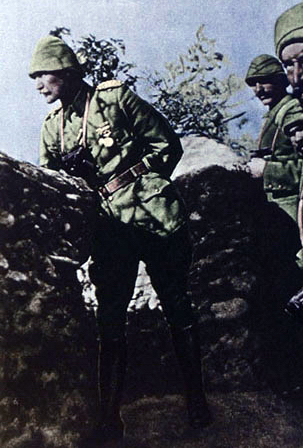
Mustafa Kemal a Gal·lípoli amb els seus soldats. 1915
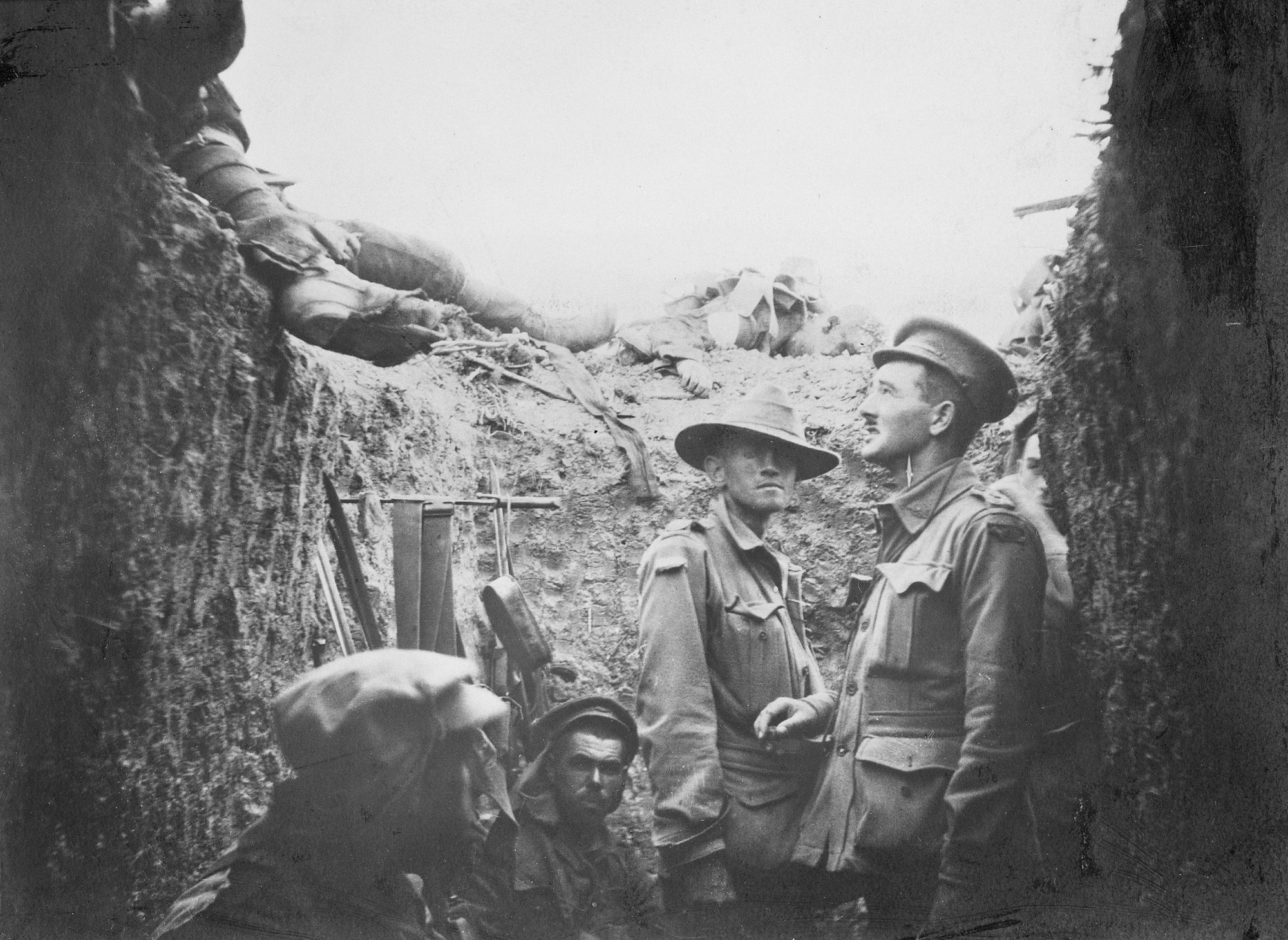
Una trinxera a Lone Pine després de la batalla, mostrant morts australians i turcs al parapet. 1915

A l'altra banda la situació era molt diferent; l'Alt Comandament otomà no va poder compensar les pèrdues durant aquest període. La guerra de Gal·lípoli estava utilitzant tots els recursos i mà d'obra disponibles. El ix, x i xi Cos no es van poder reforçar i es van desplegar a Mesopotàmia el 1r i el 5è Cossos Expedicionaris. Enver Paixà, després de no aconseguir les seves ambicions al Caucas, i possiblement reconèixer la terrible situació en altres fronts, va decidir que el front del Caucàs tenia una importància secundària.

#### Octubre-desembre
El ràpid avanç dels britànics pel riu va canviar la percepció del conflicte d'algunes de les tribus àrabs. Adonant-se que els britànics tenien el avantatge, molts d'ells es van unir als esforços britànics. Van atacar els hospitals militars otomans i van massacrar els soldats a Kut al-Amara.
El 22 de novembre, Townshend i von der Goltz van lliurar la batalla a Ctesifont. La batalla no va ser concloent, ja que tant els otomans com els britànics es van retirar del camp de batalla. Townshend es va aturar i va fortificar la posició a Kut al-Amara, i el 7 de desembre va començar el setge de Kut quan va ser envoltat junt amb les seves forces. Von der Goltz va ajudar les forces otomanes a construir posicions defensives al voltant de Kut i va establir noves posicions fortificades riu avall per evitar qualsevol intent de rescatar Townshend. El general Aylmer va fer tres intents per trencar el setge, però cada esforç va ser infructuós. Townshend va rendir tota la seva força el 29 d'abril de 1916.

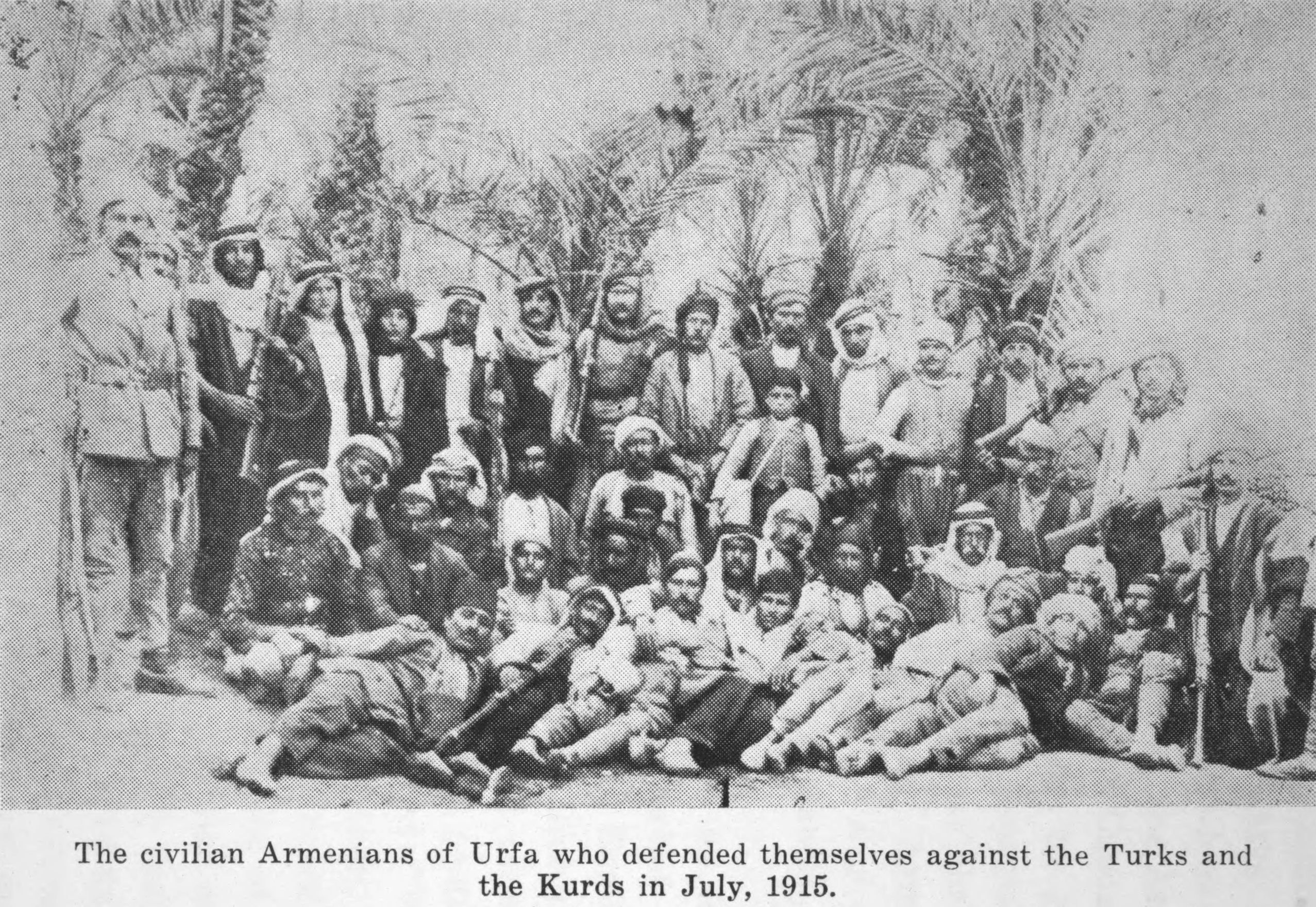
Defensors de la Resistència d'Urfa. Juliol de 1915
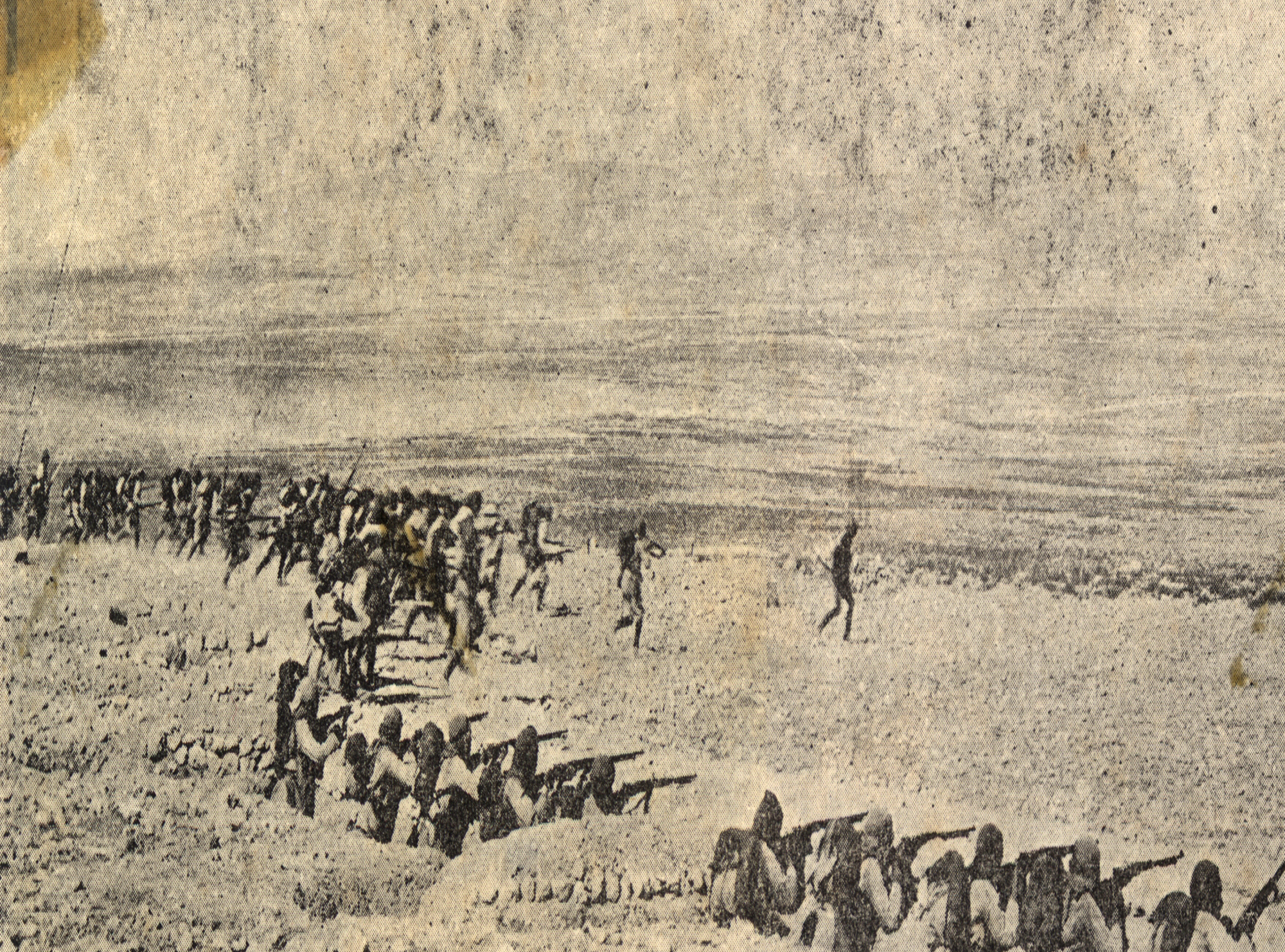
Les trinxeres durant el setge de Kut. Desembre de 1915

Al desembre, el govern britànic va continuar els seus intents de cultivar el favor d'Ibn Saüd a través del seu agent secret, el capità William Shakespear, però això va ser abandonat després de la mort de Shakespeare a la batalla de Jarrab. En canvi, els britànics van transferir suport al rival d'Ibn Saüd, Hussein bin Ali, líder del Hejaz, amb qui els saudites estaven gairebé constantment en guerra. Lord Kitchener també va fer una crida a Hussein bin Ali per demanar ajuda en el conflicte; Hussein volia un reconeixement polític a canvi. Un intercanvi de cartes amb Henry McMahon li va assegurar que la seva assistència seria recompensada després de la guerra concedint-li el control del territori entre Egipte i Pèrsia, amb l'excepció de les possessions i interessos imperials a Kuwait, Aden i la costa de Síria. Gran Bretanya va signar el Tractat de Darin, que va convertir les terres de la Casa de Saüd en un protectorat britànic. Ibn Saud es va comprometre a tornar a fer la guerra contra Ibn Rashid, que era un aliat dels otomans, i a canvi se li va donar un estipendi mensual.

### 1916

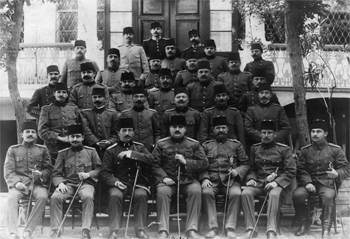
The Turkish general staff of the Mesopotamian campaign, 1916

El 1916, una combinació de diplomàcia i una veritable antipatia pels nous líders de l'Imperi Otomà (els Tres paixàs) van convèncer a Hussein ibn Ali (xerif de la Meca) perquè comencés una revolta. Va donar el lideratge d'aquesta revolta a dos dels seus fills: Faisal i Abd-Al·lah, encara que la planificació i la direcció de la guerra van ser en gran part obra de Lawrence d'Aràbia.
L'ofensiva russa al nord-est de Turquia va començar amb una victòria a la batalla de Koprukoy i va culminar amb la presa d'Erzurum al febrer i Trebisonda a l'abril. A la batalla d'Erzincan, el Tercer Exèrcit otomà ja no era capaç de llançar una ofensiva ni podia aturar l'avanç de l'exèrcit rus.
Les forces otomanes van llançar un segon atac a través del Sinaí amb l'objectiu de destruir o capturar el canal de Suez. Tant aquest atac com l'anterior (1915) van ser infructuosos, encara que no van ser molt costosos segons els estàndards de la Gran Guerra. Els britànics van passar llavors a l'ofensiva, atacant a l'est a Palestina. Tanmateix, el 1917 dos intents fallits de capturar el fort otomà de Gaza van donar lloc a canvis radicals al comandament britànic i l'arribada del general Allenby, juntament amb molts reforços.

### 1917

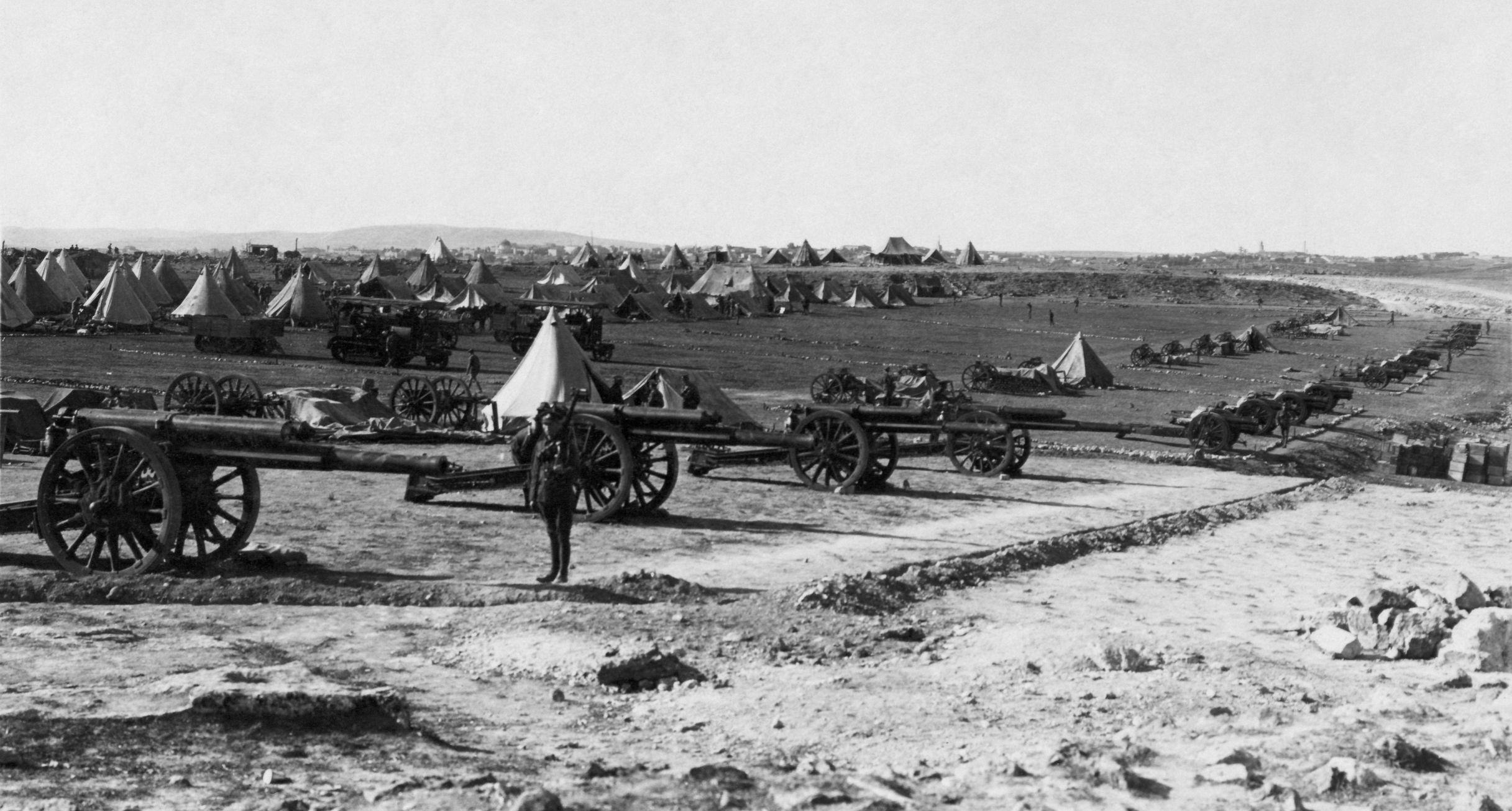
British artillery during the Battle of Jerusalem, 1917

Les forces de l'Imperi Britànic es van reorganitzar i van capturar Bagdad el març de 1917. El 16 de desembre es va signar l'Armistici d'Erzincan (Acord d'alto el foc d'Erzincan) que va suposar oficialment la fi de les hostilitats entre l'Imperi Otomà i els russos. El Comitè Especial Transcaucàsic també va avalar l'acord.
La campanya del Sinaí i Palestina va estar dominada per l'èxit de la revolta, que va ajudar molt a les operacions del general Allenby. A finals de 1917, la Força Expedicionària Egípcia (FEE) d'Allenby va trencar les defenses otomanes i va capturar Gaza, i després va capturar Jerusalem just abans de Nadal. Tot i que estratègicament de menor importància per a la guerra, aquest esdeveniment va ser clau en la posterior creació d'Israel com a nació separada el 1948.

### 1918

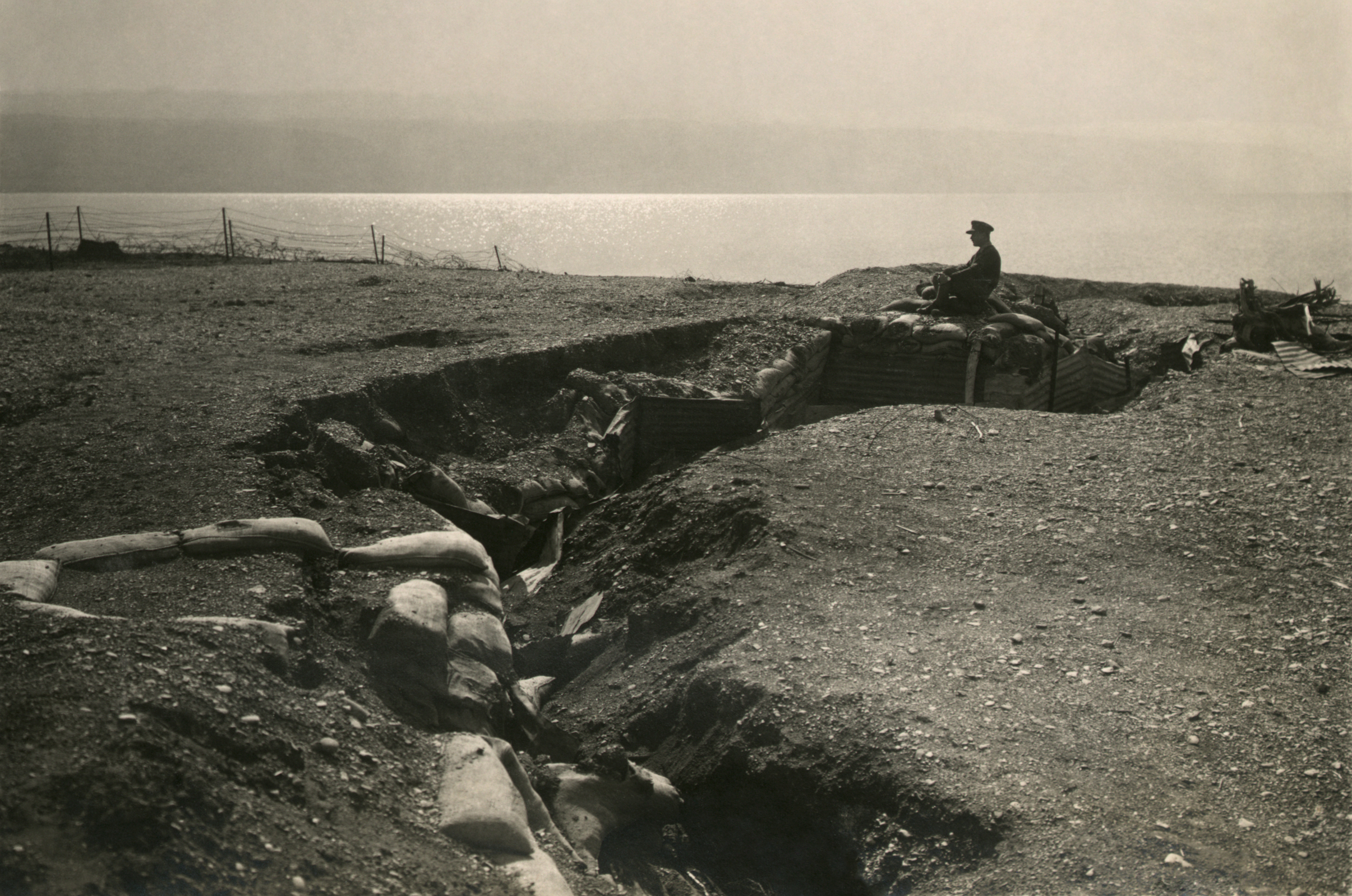
Ottoman trenches along the shores of the Dead Sea, 1918

El Consell Suprem de Guerra Aliat creia que l'Imperi Otomà, esgotat per la guerra, podria ser derrotat amb campanyes a Palestina i Mesopotàmia, però l'ofensiva de primavera alemanya a França va retardar l'esperat atac Aliat. El general Allenby va rebre noves divisions contractades a l'Índia.
T. E. Lawrence i els seus combatents àrabs van protagonitzar moltes escaramusses a les línies de subministrament, que va fixar milers de soldats a les guarnicions de Palestina, Jordània i Síria.
El 3 de març el gran visir Talat Paixà va signar el Tractat de Brest-Litovsk amb la RSFS russa que estipulava que la Rússia bolxevic cedís Batum, Kars i Ardahan a l'Imperi Otomà. La Conferència de Pau de Trebisonda es va celebrar entre març i abril entre l'Imperi Otomà i la delegació de la Dieta Transcaucàsica (Sejm Transcaucàsic) i el govern. El Tractat de Brest-Litovsk va unir els territoris armeni i georgià.
La Primera República d'Armènia va declarar la guerra a l'Imperi Otomà. A principis de maig de 1918, l'exèrcit otomà es va enfrontar al Cos armeni del Consell nacional armeni per haver declarat Primera República d'Armènia. L'exèrcit otomà va capturar Trebisonda, Erzurum, Kars, Van i Batum. El conflicte va provocar la batalla de Sardarapat, la batalla de Kara Killisse i la batalla de Bash Abaran.
Tot i que els armenis van aconseguir infligir una derrota als otomans a la batalla de Sardarapat, la lluita amb la Primera República d'Armènia va acabar amb el Tractat de Batum el juny de 1918. Durant tot l'estiu de 1918, sota el lideratge d'Andranik Ozanian, els armenis de la regió muntanyosa de Nagorno-Karabakh van resistir el 3r Exèrcit otomà i van establir la República de l'Armènia Muntanyosa. L'Exèrcit de l'Islam, format per 14.000 homes, va evitar Geòrgia i va marxar cap a Bakú, expulsant els 1.000 soldats australians, britànics, canadencs i neozelandesos el 14 de setembre de 1918 a la batalla de Bakú.
El setembre del 1918, el general Allenby va llançar la batalla de Megidó, amb la Legió jueva sota el seu comandament, forçant les tropes otomanes a una retirada a gran escala.

## Conseqüències
El 30 d'octubre de 1918, es va signar l'armistici de Mudros a bord del HMS Agamemnonin al port de Mudros, a l'illa de Lemnos, entre l'Imperi Otomà i la Triple Entesa. Les operacions otomanes als teatres de combat actius van cessar.

### Ocupació militar
El 13 de novembre de 1918 es va produir l'ocupació de Constantinoble (actual Istanbul), la capital de l'Imperi Otomà, quan van arribar les tropes franceses, seguides per les britàniques l'endemà. L'ocupació va tenir dues etapes: l'etapa de facto del 13 de novembre de 1918 al 20 de març de 1920, i l'etapa de iure entre després de l'etapa de facto fins als dies posteriors al Tractat de Lausana. L'ocupació d'Istanbul, juntament amb l'ocupació d'Esmirna, van contribuir a l'establiment del moviment nacional turc i van conduir a la Guerra d'Independència Turca.

### Tractat de pau
El 18 de gener de 1919 van començar les negociacions de pau amb la Conferència de Pau de París. Les negociacions van continuar a la Conferència de Londres, però el tractat va prendre forma definitiva només després de la reunió dels primers ministres a la Conferència de San Remo l'abril de 1920. França, Itàlia i Gran Bretanya havien estat planejant en secret la partició de l'Imperi Otomà ja el 1915. Els representants del govern otomà van signar el Tractat de Sèvres el 10 d'agost de 1920, però el tractat no va ser enviat al Parlament otomà per a la ratificació, ja que el Parlament havia estat abolit el 18 de març de 1920 pels britànics. Com a resultat, el tractat mai va ser ratificat per l'Imperi Otomà.

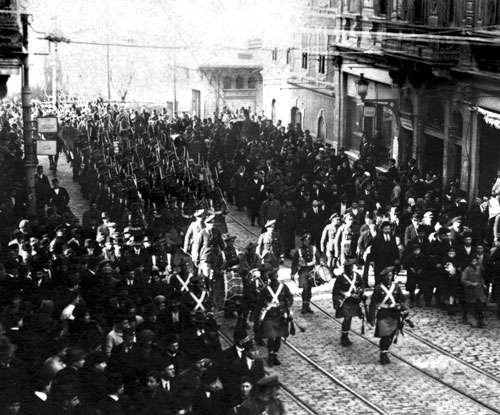
Tropes britàniques ocupant Constantinoble
Partició de l'Imperi Otomà segons el tractat de Sèvres

El Tractat de Sèvres va ser anul·lat en el transcurs de la Guerra d'Independència Turca, i les parts van signar i ratificar el Tractat de Lausana que va substituir el 1923.

### Abolició del Califat
El 3 de març de 1924, el Califat otomà va ser abolit quan Kemal Atatürk va deposar l'últim califa, Abdul Mejid II.

## Baixes
Les pèrdues militars aliades es situen entre 1.000.000 i 1.500.000, incloent morts, ferits, capturats o desapareguts. Això inclou 303.000 víctimes de l'Imperi Britànic i francès a Gal·lípoli, 601.000 víctimes de l'Imperi Britànic a Sinaí-Palestina, almenys 140.000 víctimes russes al Caucas i 256.000 víctimes de l'Imperi Britànic a Mesopotàmia, així com pèrdues addicionals de russos i britànics de Pèrsia. La majoria de les baixes britàniques no van ser víctimes de batalles; el total de víctimes de batalla britàniques infligides pels otomans es va estimar en 264.000 pel mariscal de camp Lord Carver.
Les estimacions de víctimes militars otomanes varien àmpliament, ja que la desintegració de la burocràcia i el govern otomans va fer que 1.565.000 homes simplement quedessin desapareguts als registres després del final de la guerra. Les estadístiques oficials de víctimes otomanes publicades el 1922 eren de 325.000 morts (50.000 morts en combat, 35.000 morts per ferides, 240.000 morts per malalties), 400.000 ferits i un nombre desconegut de presoners de guerra. El Departament de Guerra dels Estats Units d'Amèrica va utilitzar les mateixes xifres de morts i ferits, i va estimar que 250.000 soldats otomans havien desaparegut o havien quedat presoners abans del final de la guerra, per un total de 975.000 baixes. L'historiador estatunidenc Edward J. Erickson, basant-se en històries individuals de campanya de la Primera Guerra Mundial no publicades als arxius otomans, va estimar les víctimes militars otomanes en 1.680.701: 771.844 morts/desapareguts (175.220 morts en combat, 68.378 morts per ferides, 61.487 desapareguts en combat, i 466.759 morts per malaltia), 695.375 ferits (un total de 763.753 ferits inclosos els que van morir a causa de les ferides i 303.150 inscrits en els registres; l'autor suposa que només són els ferits greus i calcula la resta) i 145.104 presoners de guerra. La proporció molt alta de morts per malaltia a morts per combat s'atribueix a la ruptura dels serveis mèdics otomans, la qual cosa va donar lloc a que ferides que eren tractades amb normalitat després de l'evacuació del camp de batalla a l'exèrcit britànic, sovint eren fatals a l'exèrcit otomà. Incloent els que van morir de malaltia, 3.515.471 tropes otomanes van emmalaltir durant la Primera Guerra Mundial.
La importància de la malaltia en aquest front es pot il·lustrar millor comparant el nombre d'hospitalitzacions britàniques per malalties/lesions (congelació, peu de trinxera, etc.) en aquest teatre amb el front occidental. A França i Flandes, 2.690.054 soldats de l'Imperi Britànic van ser morts en combat, ferits, morts per ferides, desapareguts o capturats, mentre que hi va haver 3.528.486 hospitalitzacions a causa de «víctimes no de batalla» (VNB), una taxa d'1,3 VNB per cada 1 víctima de batalla. A Mesopotàmia hi va haver 82.207 soldats morts en combat, ferits, morts per ferides, desapareguts o capturats, i 820.418 hospitalitzacions per malaltia, mentre que a la campanya del Sinaí i Palestina 51.451 homes van resultar víctimes de la batalla (sense comptar els indis) i 503.377 van ser hospitalitzats per causes «no de batalla». En ambdós casos, la taxa és d'aproximadament 10 VNB per cada 1 víctima de batalla. A més, mentre que segons les xifres enumerades les campanyes de Mesopotàmia i Sinaí-Palestina només havien tingut un 5% de les víctimes per batalles del front occidental (136.658 contra 2.690.054), van tenir al voltant del 70% de les morts per malaltia (22.693 contra 32.098).
Les pèrdues totals otomanes, inclosos els civils, s'enregistren gairebé fins al 25% de la població, aproximadament 5 milions de morts d'una població de 21 milions. El cens de 1914 va donar 20.975.345 com a mida de població de l'Imperi Otomà. D'aquests 15.044.846 eren del millet musulmà, 187.073 eren del millet jueu, 186.152 no pertanyien a cap millet i la resta es repartia entre altres millets. El professor turc Kamer Kasim ha afirmat que el percentatge acumulat era en realitat del 26,9% de la població (un 1,9% superior al 25% informat per fonts occidentals), la proporció més alta de tots els països que van participar en la Primera Guerra Mundial. Aquest augment de l'1,9% representa 399.000 civils addicionals en el nombre total.
Sense comptar els que van perdre més tard davant l'enemic, els otomans van capturar 1.314 peces d'artilleria durant la Primera Guerra Mundial (la majoria peces del rang de 87 mm a 122 mm). La majoria eren peces russes, però també hi havia algunes d'origen romanès, alemany i japonès. Els canons capturats constituïen una part important de la força total de l'artilleria otomana al final de la guerra.